# Amphithéâtre de Tours
Vous lisez un « article de qualité » labellisé en 2015.
Pour un article plus général, voir Amphithéâtre romain.
L'amphithéâtre de Tours est un monument de spectacle antique situé dans le centre historique de la ville, derrière la cathédrale.
Il est construit au Ier siècle, à l'époque où Tours, sous le nom de Caesarodunum, est le chef-lieu de la petite cité des Turons. L'emplacement retenu, le sommet d'une petite colline en marge de la zone urbanisée antique, le met à l'abri des crues, facilite la circulation à ses abords et le signale de loin comme un symbole ostentatoire de la puissance de la ville. Édifice de structure massive et de forme sensiblement elliptique, ses dimensions estimées sont alors de 112 × 94 m. Agrandi au IIe siècle (156 × 134 m), il devient l'un des plus vastes de tout l'Empire romain au point d'être parfois qualifié de « monstre architectural », et au XXIe siècle ses dimensions colossales ne sont pas explicables au regard de la taille de Caesarodunum et de la cité des Turons. Transformé en forteresse au IIIe siècle, il est intégré au rempart défensif du Bas-Empire, dont il constitue l'élément structurant, dans la première moitié du IVe siècle. Il tombe progressivement en ruine au cours du Moyen Âge en même temps que des habitations prennent appui sur ses structures et le dissimulent peu à peu.
Totalement oublié jusqu'au XIXe siècle, il est redécouvert en 1853 grâce aux actions menées par la Société archéologique de Touraine, dans un contexte national très favorable aux sociétés savantes et aux études archéologiques. Les caves des maisons qui se sont construites sur ses murs font l'objet de relevés et d'observations à partir de 1962 et jusqu'au milieu des années 1970, complétées par un travail de fond sur l'évolution topographique et architecturale du quartier au cours des siècles, dans les années 2000. Vers la même époque, la découverte fortuite de nouveaux vestiges jusque-là inconnus est l'occasion de reprendre les données archéologiques et bibliographiques plus anciennes, de les réinterpréter pour proposer une nouvelle histoire du monument ; ce réexamen, qui comprend entre autres la constitution de plans de l'amphithéâtre aux échelles 1/1000 et 1/20, est toujours en cours en 2024.
Les vestiges actuels de l'amphithéâtre de Tours sont enfouis dans des maisons du quartier canonial de la cathédrale ; ses vomitoires réaménagés en caves, parfois sur deux niveaux superposés, sont inaccessibles au public. Seules des rues témoignent de son existence : l’une emprunte partiellement le tracé du pourtour de sa cavea tandis qu'une autre traverse l'arène presque en son centre ; les deux dernières soulignent, mais de façon moins suggestive, son pourtour du nord-ouest au nord-est. Le parcellaire rayonnant du quartier, si caractéristique en vue aérienne ou sur un plan cadastral, ainsi que des pans de murs modernes plaqués contre la partie sud de son ellipse en proposent un autre témoignage. Si certaines des maisons qui se sont construites à son emplacement font partie des édifices inscrits comme monuments historiques, les vestiges de l'amphithéâtre, en eux-mêmes, ne font à ce titre l'objet d'aucune mesure de protection. Toutefois, le périmètre et le quartier de la cathédrale où se trouve l’amphithéâtre font partie du secteur sauvegardé de la ville.

## L’amphithéâtre dans la ville antique

### Caesarodunumsous le Haut-Empire
Probablement fondée sous le règne d'Auguste ou de Tibère entre 10 av. J.-C. et 20 ou 30 ap. J.-C., Caesarodunum est installée dans la vallée entre Loire et Cher, à l'emplacement qu'occupe aujourd'hui Tours. La ville antique, à sa fondation, occupe un espace compris entre la Loire au nord, une ligne perpendiculaire à la Loire passant par la place de la Victoire et enfin une ligne joignant le rond-point des Français-Libres au nord-est au carrefour rue Marceau - boulevard Béranger au sud-ouest. Dans cette enveloppe d'au moins 80 hectares, l'urbanisation est plus dense en bord de Loire. Caesarodunum dispose de monuments publics : sont attestés un temple, deux établissements thermaux, deux aqueducs, un pont et l'amphithéâtre ; d'autres édifices restent certainement à découvrir. La ville connaît son apogée sous le Haut-Empire au IIe siècle avant de se resserrer sous le Bas-Empire dans et autour d'un castrum dont l'amphithéâtre est une des pièces structurantes.

### Un site soigneusement choisi

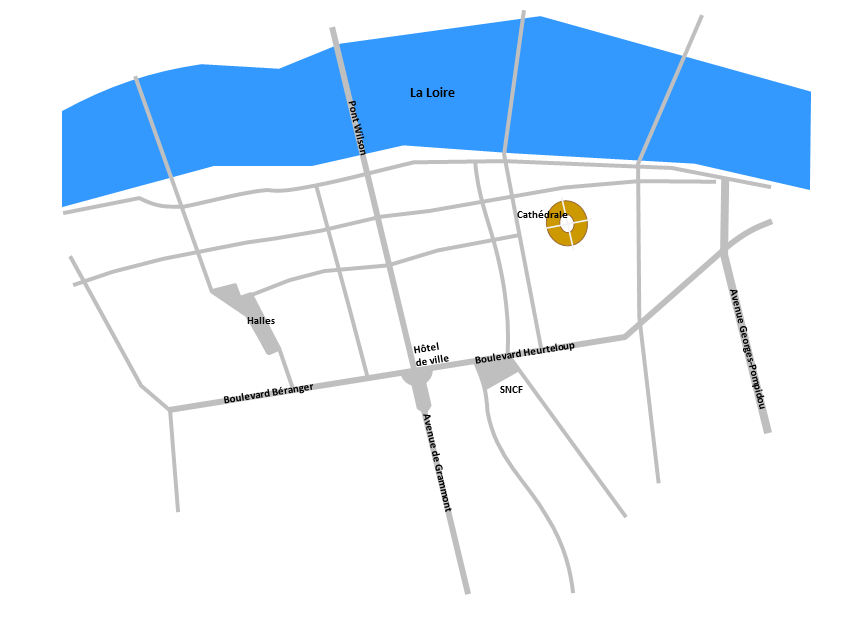
L'amphithéâtre (en brun) dans le plan actuel de la ville.

L'amphithéâtre a été implanté au nord-est de la ville antique, presque en limite de la zone urbanisée, au sud-est immédiat de la cathédrale actuelle.
Le choix de ce site ne doit rien au hasard ; il répond à des impératifs topographiques, urbanistiques et politiques. Topographiques car, après avoir longtemps débattu du sujet, les archéologues ont acquis la conviction que l'amphithéâtre avait bien été construit sur une montille — une butte naturelle sédimentaire — dans laquelle il était partiellement encastré et dont ses architectes ont profité pour limiter les travaux de maçonnerie et préserver le monument des risques d'inondations ; au milieu de la plaine alluviale où est fondée Caesarodunum et dont l'altitude, à l'époque antique, est d'environ 41 m NGF, la montille de l'amphithéâtre « culmine » à 51 m NGF. Urbanistiques car, comme dans beaucoup d'autres cités gallo-romaines, l'implantation de l'amphithéâtre de Tours exigeait une très grande emprise au sol dans une ville qui avait commencé à se construire avant lui ; sa capacité était telle qu'il devait accueillir des spectateurs au-delà même de la ville de Caesarodunum — en 1948, Jacques Boussard proposait une population d'environ 6 000 habitants, hypothèse reprise en 1979 par Henri Galinié et Bernard Randoin — et que la circulation d'une telle foule, avant et après les spectacles, était facilitée par le dégagement autour du monument. Politiques enfin, car l'amphithéâtre se devait d'être un monument signalant la ville de loin, montrant sa richesse et sa puissance, ce qui, à Tours, était obtenu en installant le monument en dehors de la zone urbaine dense et sur un point haut.

## L'histoire du monument
Alors que les études conduites jusqu'à la fin des années 1970 dressaient le portrait d'un monument relativement homogène dans sa construction, édifié en une seule campagne, peut-être vers le début du IIe siècle — une inauguration par l'empereur Hadrien de passage en Touraine en 122 était même évoquée —, les travaux menés au début du troisième millénaire suggèrent une réalité toute autre : un premier amphithéâtre aurait été construit au Ier siècle, agrandi au second, pourvu d'une fortification individuelle au troisième avant de servir de base à la construction de l'enceinte du Bas-Empire de Tours vers 350 ou un peu avant. Ce dernier épisode, dont le principe déjà connu n'est pas remis en cause, fait lui aussi l'objet d'une réinterprétation.

### L’amphithéâtre d’origine

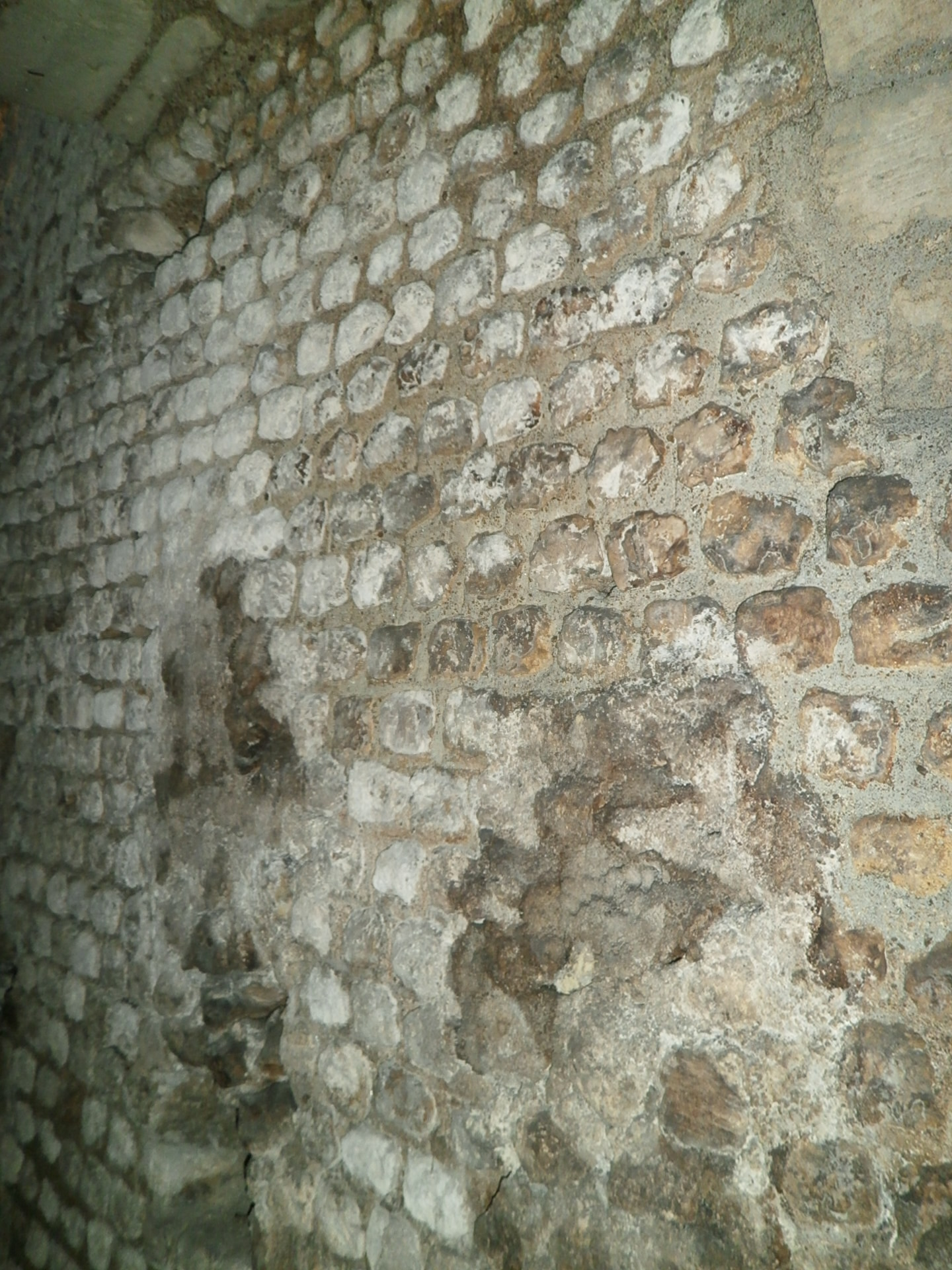
Face interne du mur du vomitoire principal ouest de l'amphithéâtre à la jonction de la partie d'origine (arrière-plan) et de la partie agrandie (premier plan).

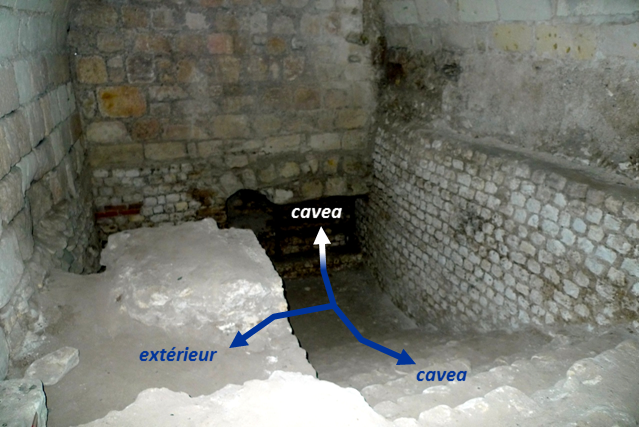
Escaliers d'accès à la cavea à partir du vomitoire secondaire sud-ouest.

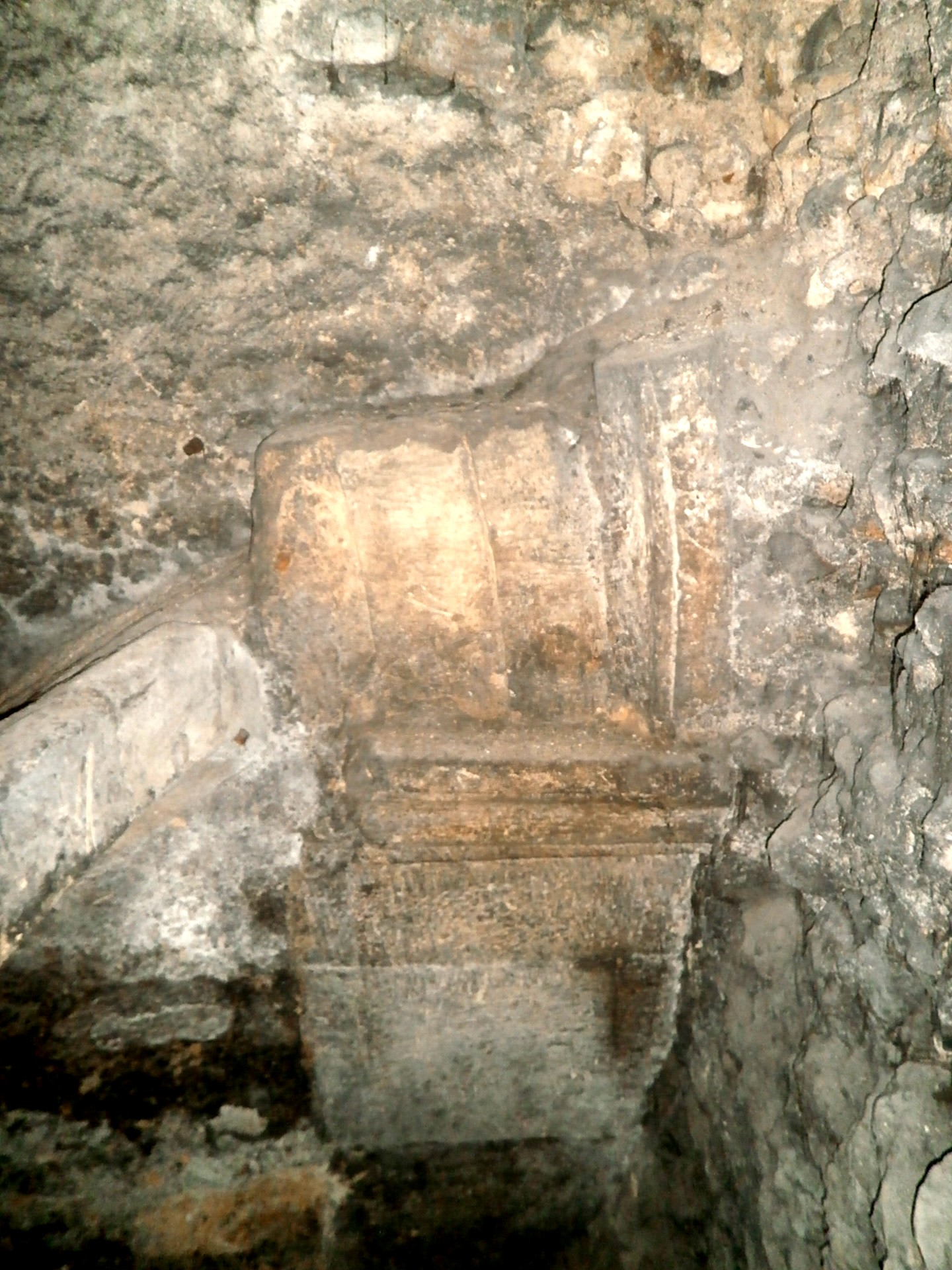
Détail de l'entrée d'un vomitoire principal d'origine :
sommet d'un piédroit (chapiteau mouluré) et base de l'arc.

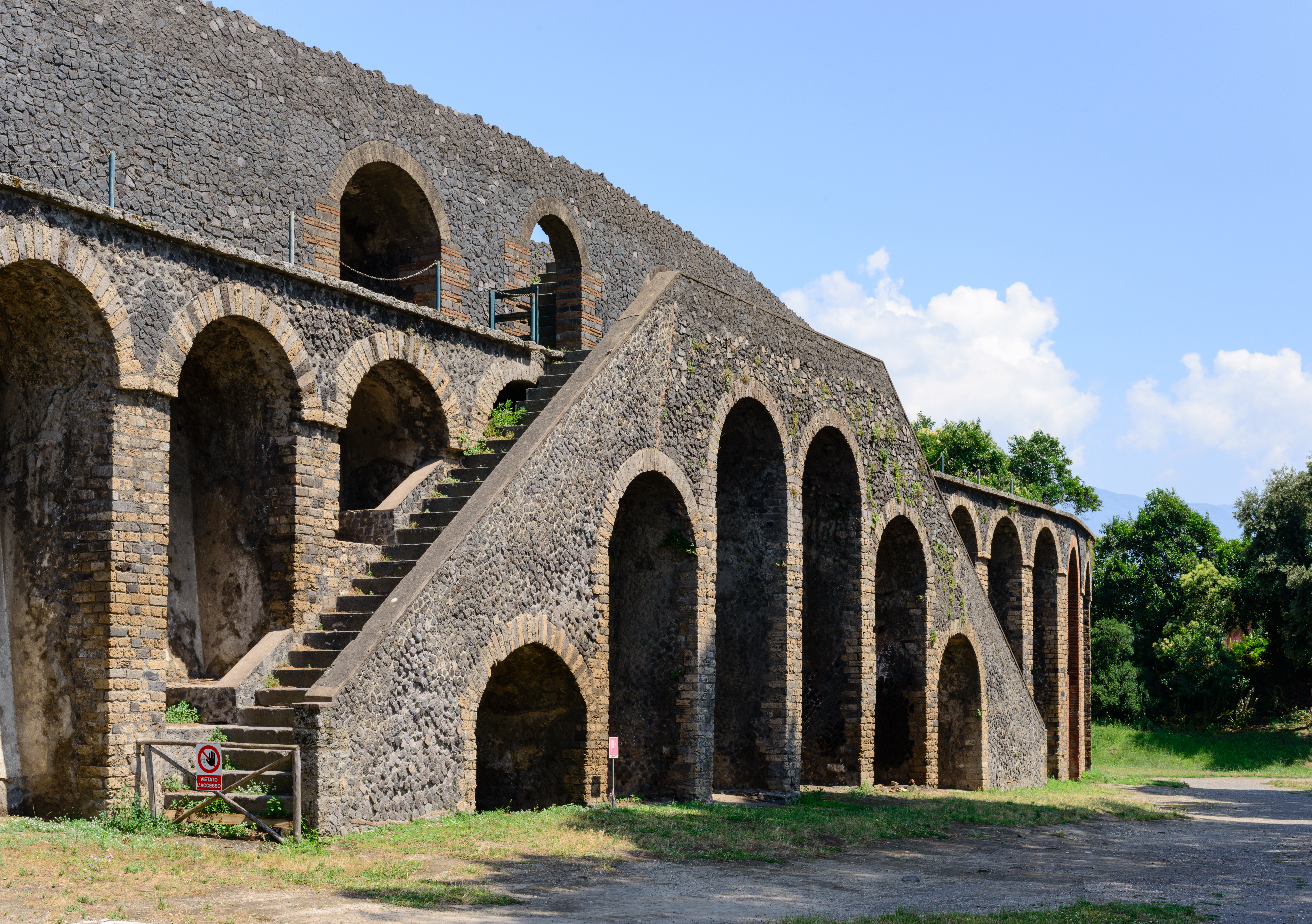
Escalier extérieur de l'amphithéâtre de Pompéi.

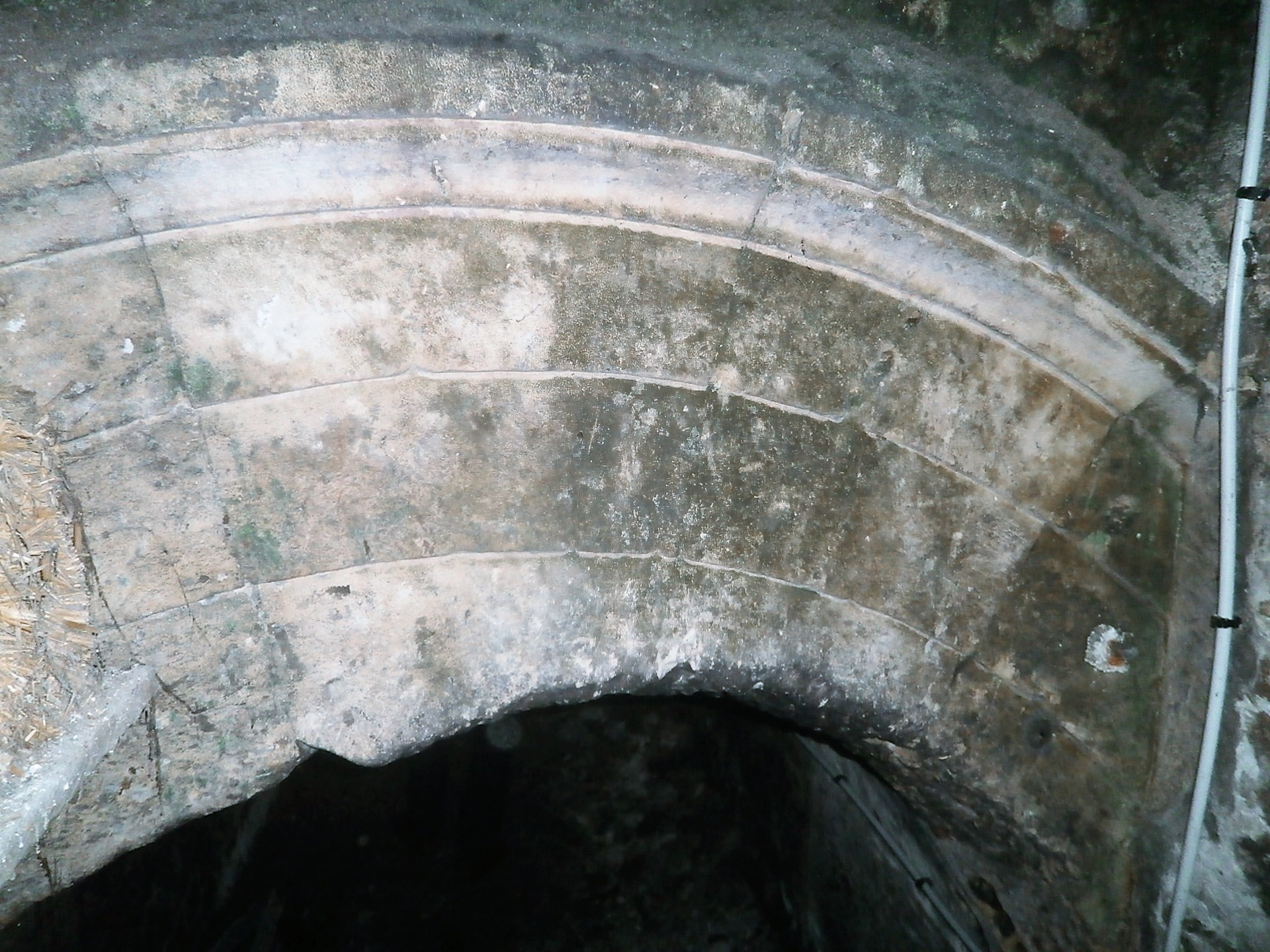
Arc surmontant l'entrée du vomitoire secondaire sud-ouest.

L'amphithéâtre de Caesarodunum appartient à un type « primitif » d’amphithéâtres (ce qui ne préjuge pas d’une datation précoce du monument), qualifiés de pleins ou massifs comme à Samarobriva (Amiens), Octodurus (Martigny, Suisse) ou Emerita Augusta (Merida, Espagne), ; dans ces constructions, la cavea n’est pas portée par des murs rayonnants et des voûtes, comme c'est par exemple le cas aux arènes de Nîmes, mais par un remblai qui descend en pente de l’extérieur de l’amphithéâtre vers l’arène ; à Tours, ce remblai a pu être constitué en partie par les terres d’excavation de l’arène à l’intérieur de la montille. Les spectateurs doivent alors prendre place directement sur la pente gazonnée, mais le remblai peut aussi accueillir des gradins en bois dont la découverte des vestiges, s'ils ont jamais existé, serait exceptionnelle ; aucun des vestiges retrouvés à Tours, en place ou en remploi, n'a pu être attribué à des gradins de pierre. Les maçonneries sont réduites au strict minimum : le mur extérieur, le mur de l’arène, les galeries des accès ou vomitoires, également creusés dans la montille, les cages d’escalier et peut-être quelques murs de soutènement rayonnants délimitant des caissons destinés à recevoir les remblais.
En l’état actuel des recherches et au regard de documents publiés en 2017, les dimensions de cet amphithéâtre pseudo-elliptique, dans la première phase de son existence, sont évaluées à 112 mètres pour le grand axe et de 94 mètres pour le petit axe. Sa superficie estimée est de 8 270 m2. Les dimensions de l'arène sont évaluées à 68 mètres sur 50 mètres pour une superficie de 2 670 m2. Les 5 600 m2 de la cavea permettent d’accueillir au moins 14 000 spectateurs. Ce monument possède huit vomitoires, quatre principaux permettant d'accéder au niveau de l'arène ainsi qu'à un niveau encore indéterminé de la cavea et quatre secondaires desservant la partie médiane de la cavea par des escaliers ; leur entrée est surmontée d’un grand arc en grand appareil reposant sur des chapiteaux moulurés. Les vomitoires nord et sud présentent une hauteur sous voûte comprise entre 7,50 et 8 m pour une largeur de 4,90 m ; les vomitoires ouest et est, un peu moins imposants, ne mesurent que 6,80 m de hauteur et 2,50 m de large. Les vomitoires secondaires donnant accès aux escaliers intermédiaires sont encore moins larges. La présence de huit accès supplémentaires est vraisemblable, constitués par des escaliers extérieurs doubles plaqués contre la façade de l'amphithéâtre et permettant d'atteindre le sommet de la cavea, comme à Aginnum (Agen) ou Segodunum (Rodez) ; un dispositif comparable est toujours en place sur l'amphithéâtre de Pompéi. L'orientation de l'amphithéâtre semble délibérément alignée sur le plan de voirie de la ville — et sur le trait de rive gauche de la Loire dans l'Antiquité — : son petit axe se poursuit, vers l'ouest, par la voie pressentie comme le decumanus maximus de la ville alors que son grand axe est parallèle aux cardines.
Les entrées des vomitoires sont appareillées en grands blocs assemblés à joints vifs, les piédroits étant surmontés de chapiteaux moulurés qui supportent un arc en plein cintre. Le rempart du Bas-Empire de Tours comporte de nombreux blocs de remplois en grand appareil provenant probablement du chaperon du mur de façade de l'amphithéâtre. Tout le reste du parement de la structure de l'amphithéâtre, murs et voûtes, paraît construit en petits moellons calcaires cimentés (opus vittatum) et dont les joints sont marqués au fer, sans inclusion de terres cuites architecturales (TCA), enfermant un blocage de pierres noyées dans du béton (opus caementicium).
La construction de l'amphithéâtre, dans ce premier état, remonterait à la seconde moitié du Ier siècle, soit au moins cinquante ans après la fondation de Caesarodunum. Il semble que ce soit à cette période que la plupart des monuments antiques de Tours furent construits. Cette proposition de datation, « vieillissant » l'amphithéâtre d'environ 50 ans par rapport à d'autres hypothèses émises antérieurement, repose sur la comparaison des éléments architecturaux de l'amphithéâtre de Tours et de ceux d'Amiens, Autun ou Saintes, trois monuments dont la datation paraît acquise.

### L’amphithéâtre agrandi

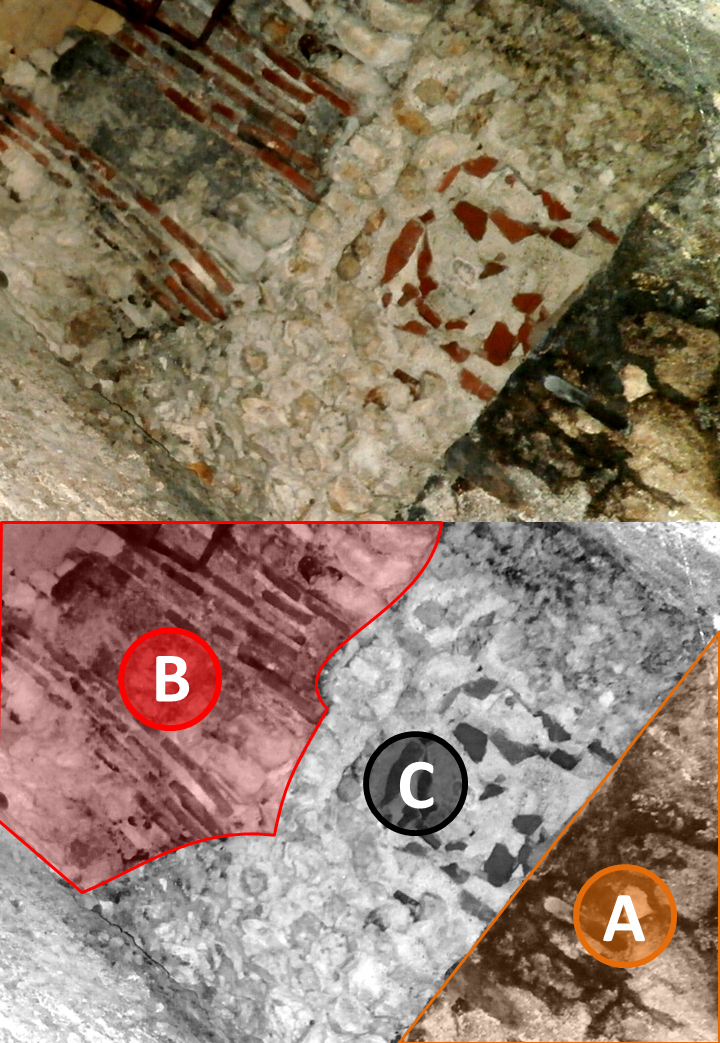
Détail de la voûte du vomitoire ouest de l'amphithéâtre agrandi.
(A) voûte du Ier siècle.
(B) voûte du IIe siècle.
(C) reprise médiévale.

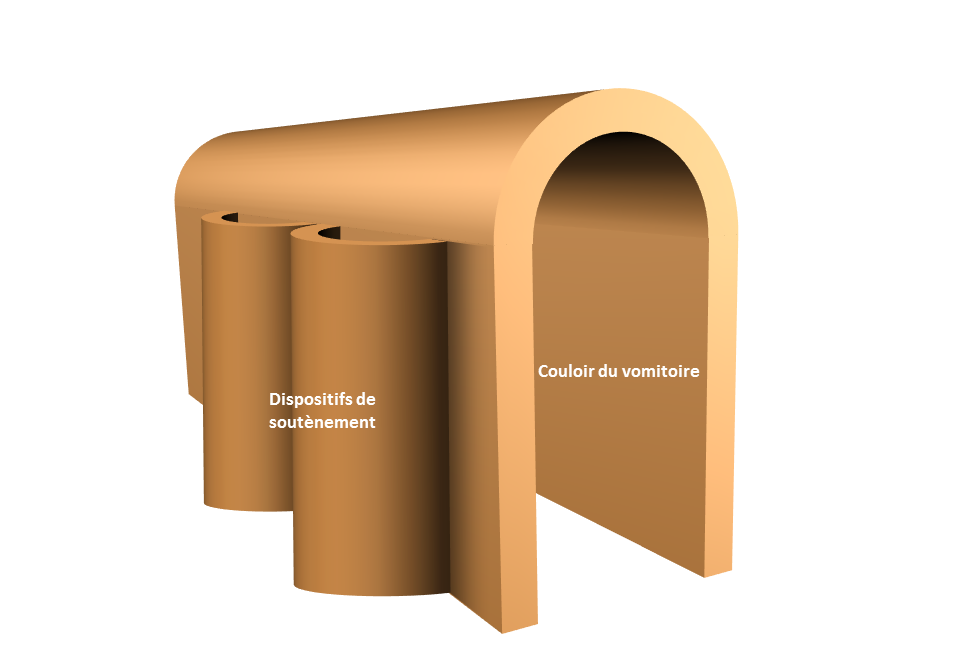
Figure I : restitution schématique possible du dispositif de renfort des vomitoires de l'amphithéâtre.

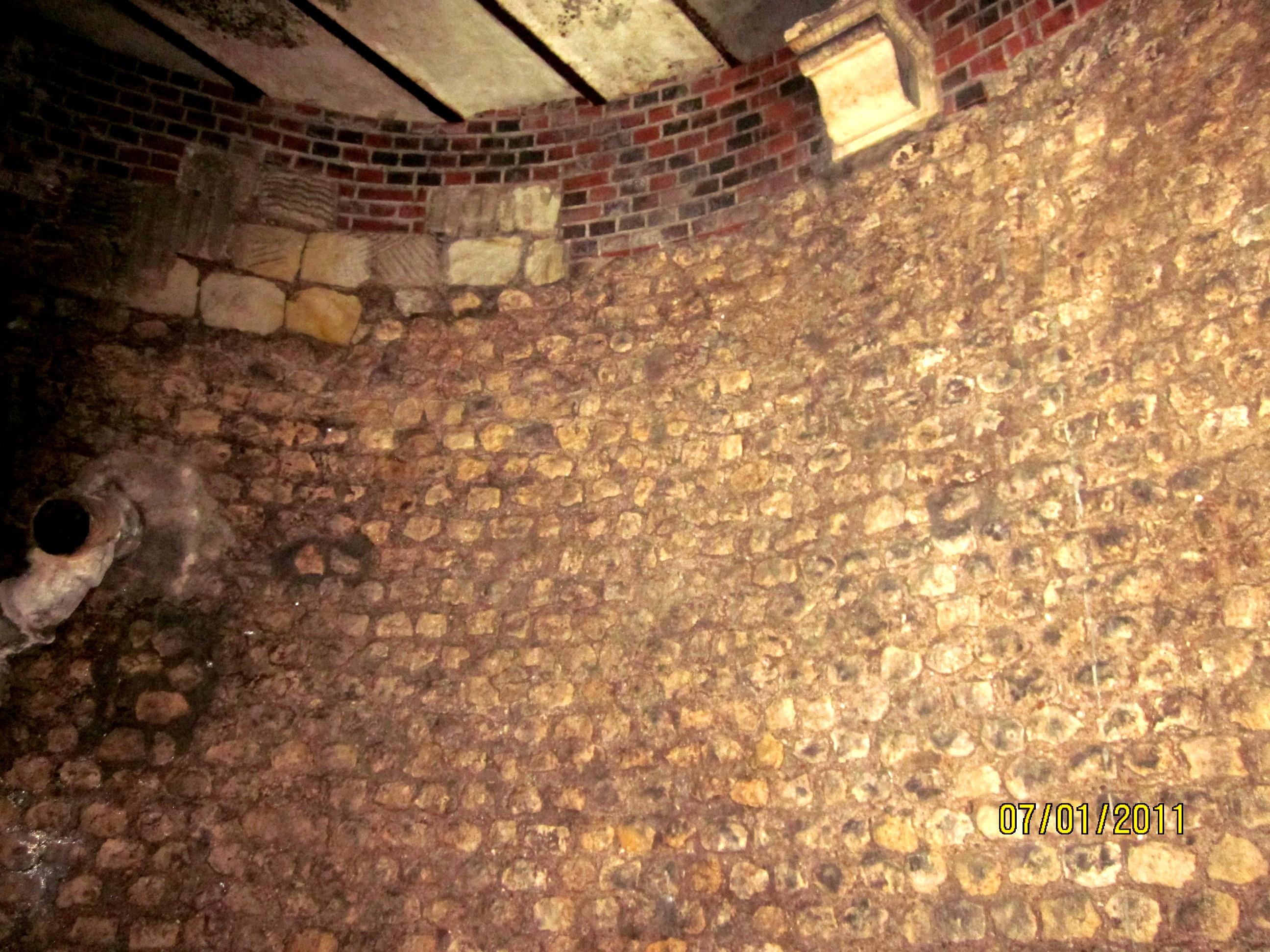
Vue intérieure d'une tour de soutènement. Vomitoire nord.

Dans un second temps, probablement dans la seconde moitié du IIe siècle si l’on s’en réfère aux caractéristiques des maçonneries, l’amphithéâtre est agrandi, toujours selon le même principe d’un mur d’enceinte (épais seulement de 1,40 m) soutenant une cavea massive dont les terres sont cette fois exclusivement constituées de remblais. Les dimensions générales de l’amphithéâtre passent à 156 × 134 mètres au moins, l’arène ne semblant pas avoir été modifiée. La capacité est alors portée à 34 000 spectateurs. Dans cette configuration, l’amphithéâtre s'étend probablement, dans sa partie sud-ouest, au-delà de l’actuel mur de soutènement de la rue du Général-Meusnier, réputé pour être le mur d'enceinte du monument. À la fin des années 1970, les archéologues attribuaient à l'amphithéâtre une hauteur de 25 à 28 m Les derniers développements des recherches incitent à davantage de prudence : la hauteur du monument n'est plus évoquée avec autant de précision. Il n'est plus question que de murs « [d']une hauteur de plus de 18 m,. » Bastien Lefebvre, pour sa part, évalue cette hauteur à 15 m.
Les indices d'une reprise des travaux aboutissant à l'agrandissement sont nombreux : la largeur comme la hauteur des vomitoires principaux varient de manière importante à la jonction des deux phases de travaux (le vomitoire nord, le mieux étudié, passe de 3,30 m pour l'amphithéâtre d'origine à 5,20 m de largeur pour l'amphithéâtre agrandi) ; deux demi-tours de soutènement d'un diamètre supérieur à 5 m (figure I), construites de chaque côté de l’entrée des quatre vomitoires principaux, servent à compenser partiellement la faiblesse potentielle de la structure à proximité des ouvertures, alors que la masse du remblai a fortement augmenté — dès 1938, Henry Auvray, qui étudiait les caves du quartier, avait pressenti la fonction de ces tours, mises en évidence par le général de Courtigis — ; le petit appareil cède la place, de façon très fréquente mais non systématique, à une maçonnerie de moellons moins régulière (opus incertum) alternant avec des lits de TCA (opus mixtum), modification bien visible dans les voûtes des vomitoires à l’endroit où leurs dimensions varient.
Ces particularités de construction n’ont été relevées, pour l’instant, qu’en plusieurs points de l’amphithéâtre et il n'est pas possible d'affirmer, même si c'est plausible, qu'elles s'appliquent à l’ensemble du monument.

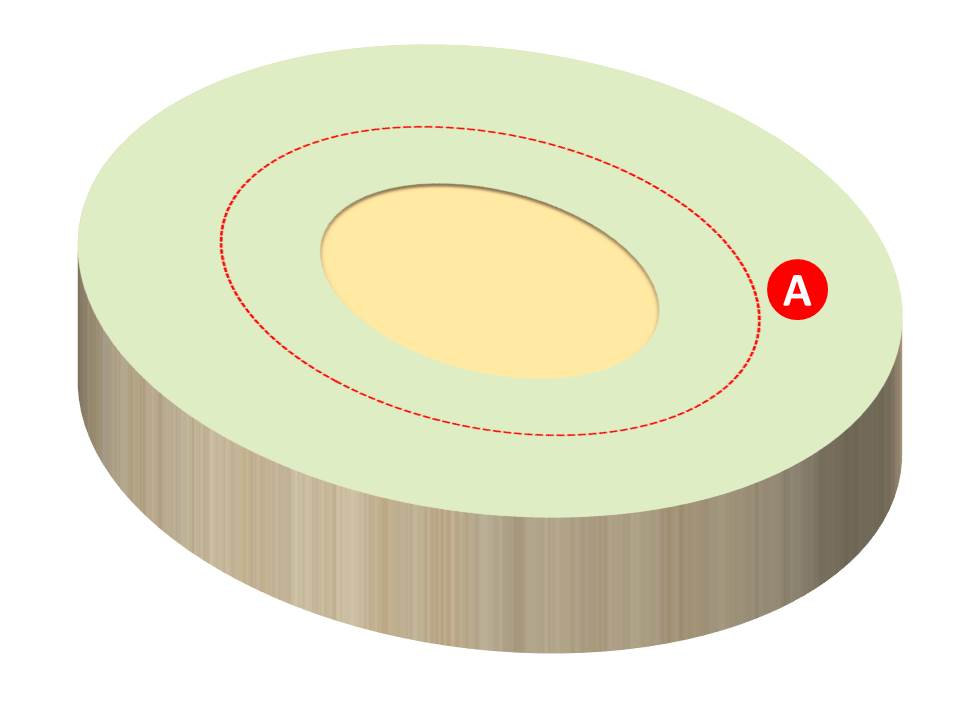
Restitution schématique possible de l’amphithéâtre agrandi.
(A) Limites de l’amphithéâtre d’origine.

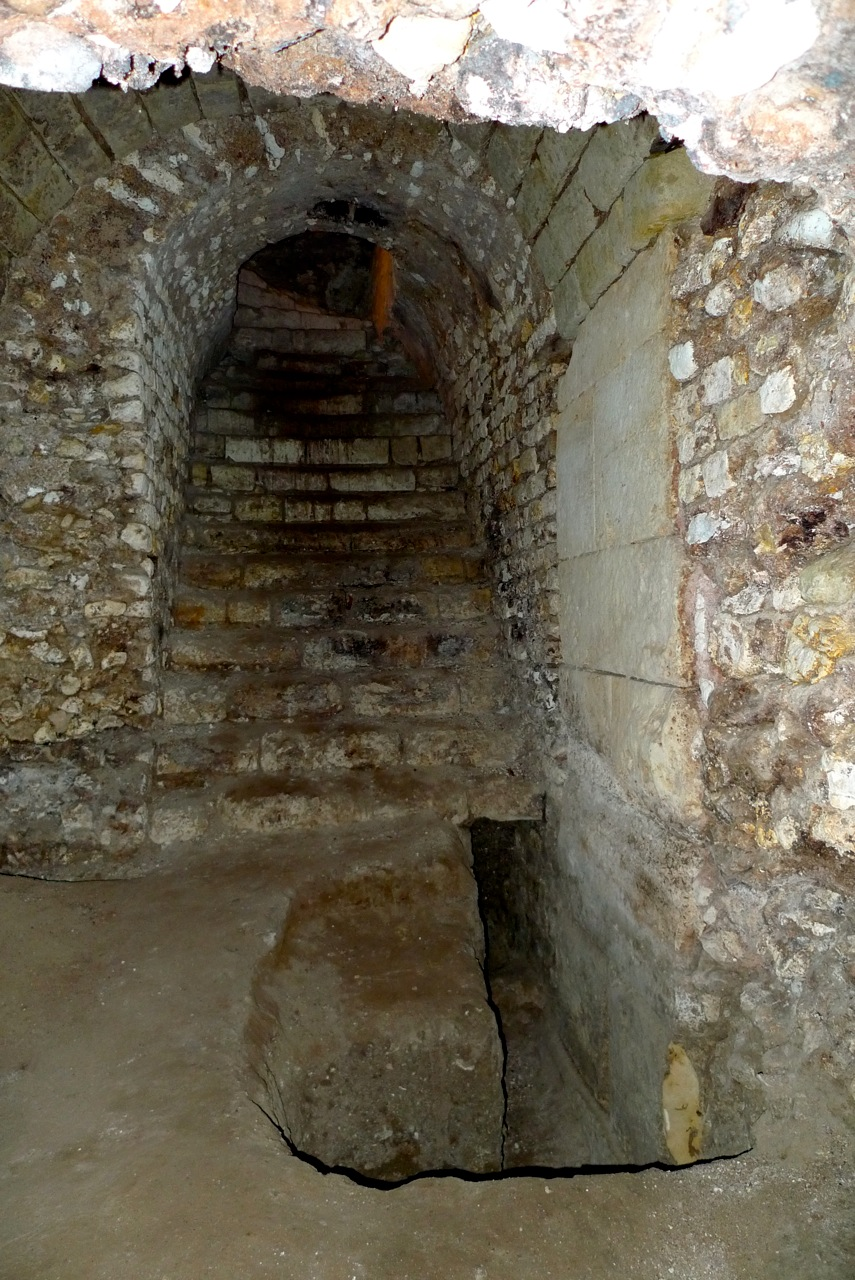
Vomitoire secondaire sud-ouest.
En arrière-plan, le vomitoire du Ier siècle (l'escalier est médiéval) ; à droite, un piédroit en grand appareil ornant son entrée. L'extension du IIe siècle, est visible au premier plan.

Lors de cet agrandissement, les escaliers extérieurs de l’amphithéâtre originel se sont trouvés noyés dans le nouveau remblai. Sans être désaffectés, ils ont peut-être été voûtés et reliés aux vomitoires principaux, devenant ainsi des escaliers intermédiaires. Les vomitoires secondaires ne semblent pas avoir été prolongés jusqu’à la nouvelle façade par des couloirs, mais ils ont peut-être été reliés à une galerie circulaire en rez-de-chaussée au niveau de la reprise de construction. Rien ne permet d'affirmer que de nouveaux escaliers extérieurs ont été plaqués contre la façade, même si quelques indices peuvent le laisser penser, comme des arrachements de façade attribués jusqu’alors à des tours datant de la construction du castrum' ; de tels escaliers auraient alors également servi à épauler le mur de façade soumis à d'importantes pressions sous le poids du remblai. Enfin, la façade semble dépourvue de tout élément de décor, pour autant que les rares vestiges disponibles permettent d'en juger.
Parmi les vestiges retrouvés, en place ou comme blocs de remploi dans la construction du castrum, aucun ne peut être assimilé à un bloc taillé ou maçonné ayant pu faire office de gradin. Comme dans l’amphithéâtre d’origine, les spectateurs devaient prendre place directement sur le remblai ou sur des gradins de bois, au moins pour les places les plus proches de l’arène, les plus prisées ; cette seconde hypothèse, qui aurait nécessité l’emploi de quantités énormes de bois, ne pourra sans doute jamais être vérifiée en raison de la fragilité du matériau.
Qu'il s'agisse de l'amphithéâtre d'origine ou du monument agrandi, les aménagements potentiels de l'arène (machineries, cages à fauves, etc.) sont inconnus, en dehors d'un mur haut de 2,80 m qui séparait l'arène de la cavea et qui était bordé intérieurement par un trottoir dallé. Un muret, retrouvé sous une dalle dans l'arène, pourrait être un vestige d'un équipement de l'arène, mais cette hypothèse n'est pas confirmée.
De la seconde moitié du IIe siècle également paraît dater un ensemble constitué de trous de poteaux, de traces de foyers, d’éclats de pierre, de débris de briques et de poudre de chaux situé au pied de l’amphithéâtre, dans sa partie sud-est ; cet ensemble est attribuable à un atelier et un abri pour des ouvriers travaillant à l’agrandissement de l’amphithéâtre. Une zone empierrée, datée de la fin du IIe siècle recouvre ces vestiges ; peut-être s'agit-il d'un dispositif entourant totalement l’amphithéâtre et destiné à faciliter la circulation des spectateurs.
Une proposition de restitution de l'amphithéâtre, sous forme d'une animation 3D mise en ligne sur le site de l'Institut national de recherches archéologiques préventives (INRAP), montre certains détails supposés de l'architecture du monument et suggère l'évolution de ses dimensions lors de son agrandissement.

### L'amphithéâtre fortifié
Certains pans de murs retrouvés dans des caves, attribués jusqu'à la fin du XXe siècle à un couloir concentrique à l’arène censé favoriser la circulation des spectateurs dans la cavea, se révèlent en fait appartenir à une structure insérée dans l’amphithéâtre bien après sa construction.

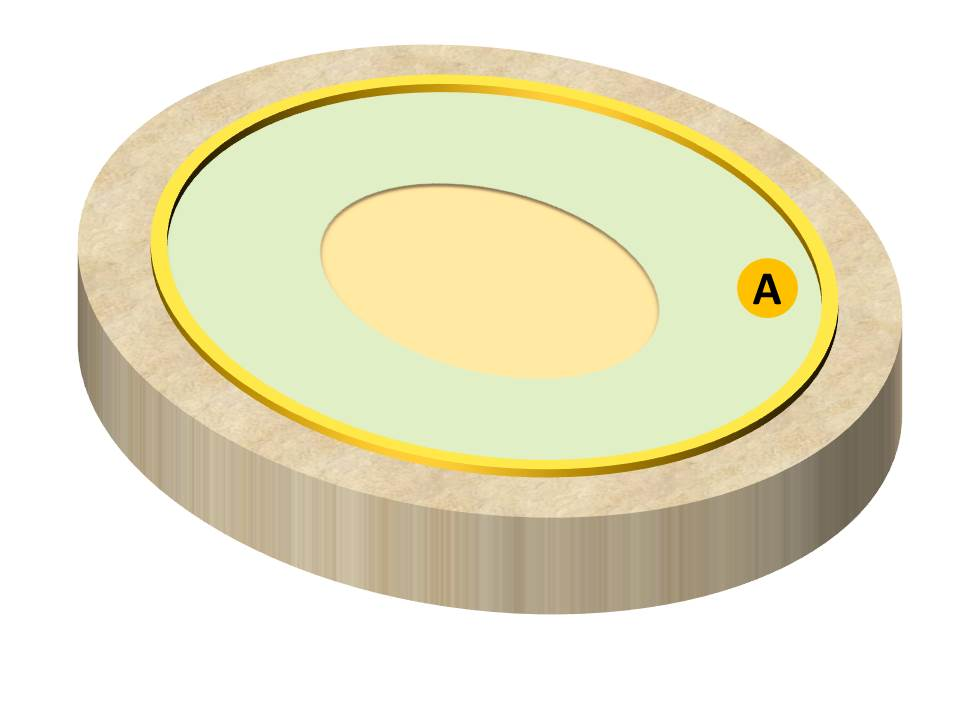
Restitution schématique possible de l’amphithéâtre fortifié.
(A) Mur annulaire de fortification.

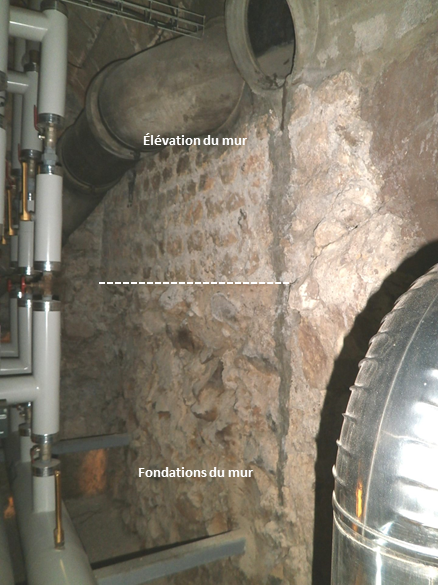
Mur de fortification de l'amphithéâtre au IIIe siècle.
Partie inférieure : fondations.
Partie supérieure : élévation.

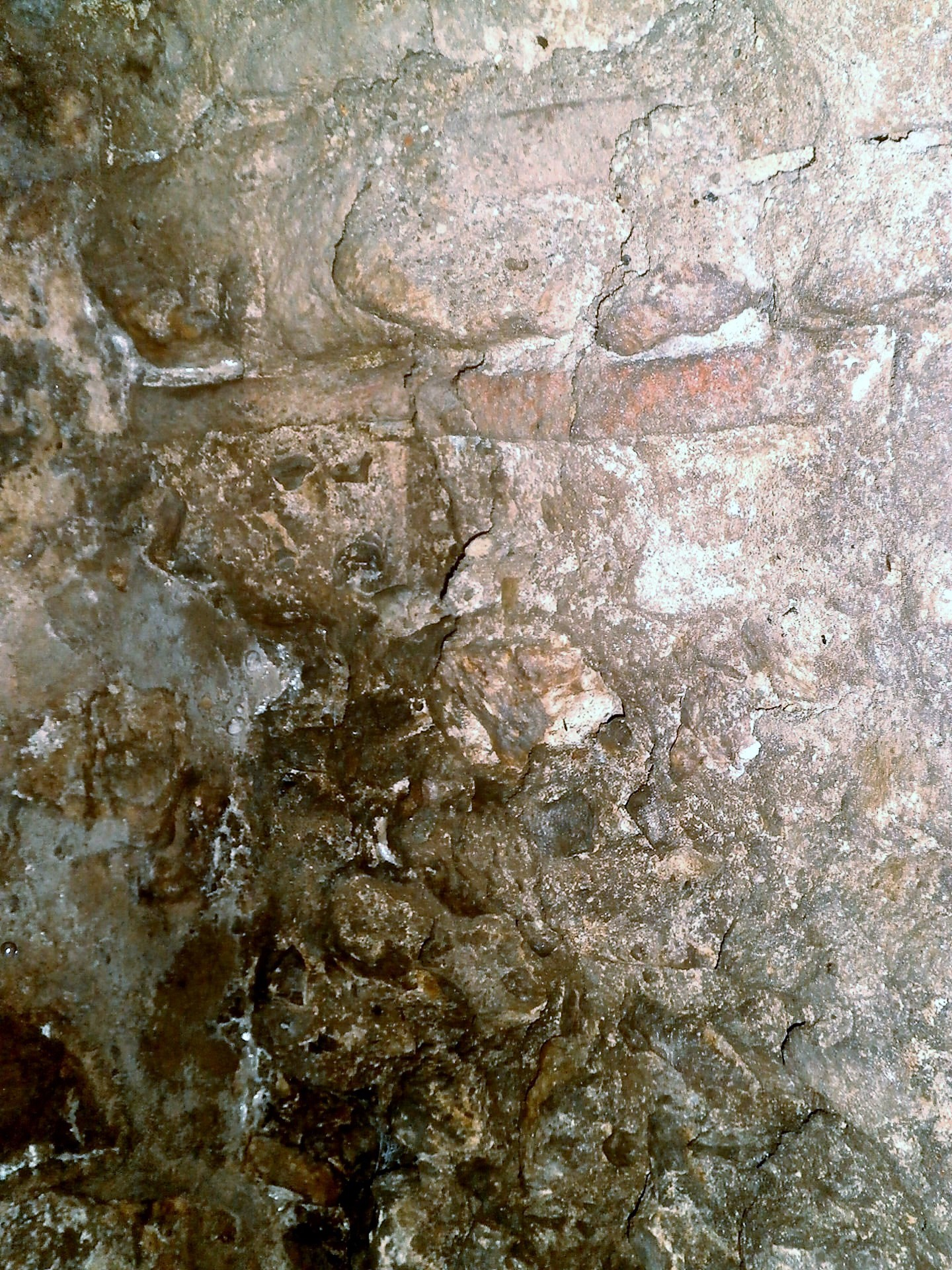
Oburation d'un accès (couloir ou escalier) dans le vomitoire ouest.

Dans la seconde moitié ou vers la fin du IIIe siècle, la partie supérieure de la cavea est nivelée à 8 mètres environ au-dessus du niveau de l’arène. Ensuite, un mur annulaire est construit, sans recourir à des chaînages de tuiles et sans inclure dans ses fondations de grands blocs empruntés à d’autres édifices démontés (il est donc antérieur à la construction du castrum qui vit ces techniques conjointement mises en œuvre) mais avec un appareil qui n’est déjà plus comparable à celui de l’amphithéâtre agrandi et qui oblitère certaines de ses structures (il lui est donc postérieur). D'une épaisseur de 3,50 mètres, d’une hauteur inconnue, mais probablement supérieure au niveau d’arasement de la cavea, inséré dans le remblai de l’amphithéâtre agrandi sur la totalité de son périmètre, apparemment continu, ce mur ne peut avoir qu’une vocation défensive. En l'état actuel des connaissances, il est impossible de dire si le mur de fortification était rigoureusement continu et uniforme, ou si des équipements (des casemates, par exemple) ou des ornementations (comme des motifs de brique au droit des vomitoires) le complétaient. Plusieurs autres éléments militent en faveur de l'hypothèse d'un ouvrage défensif : les vomitoires secondaires sont obstrués, de même que les escaliers intérieurs, pour ne laisser comme seuls accès à l’arène que les vomitoires principaux, facilement contrôlables en cas d’assaut ; un fossé défensif précédé d’une contrescarpe et daté de la seconde moitié du IIIe siècle est creusé au pied de l’amphithéâtre ; les vestiges en ont été découverts au sud-est du monument mais il devait, probablement, le ceinturer entièrement. Son entretien sera abandonné dès la construction du castrum.
Des aménagements comparables, datant de la même époque, existent à Avenches (Suisse), Lillebonne ou aux arènes de Senlis ; à chaque fois, le caractère massif d’un monument, théâtre ou amphithéâtre, plus facile à transformer en fortin et propre à abriter temporairement les habitants des alentours en cas d'attaque, a été mis à profit. Jason Wood, dans son étude consacrée au castrum de Tours et publiée en 1983, avait déjà envisagé que l'amphithéâtre ait pu tenir ce rôle de forteresse, mais il ne précisait pas quels aménagements avaient être apportés au monument, hormis une obturation (temporaire ?) des vomitoires.
Cet aménagement, dont les travaux se sont certainement étalés sur une période de plusieurs mois, répondait manifestement à une dégradation des conditions de sécurité, sans que les causes puissent en être précisées. Il a, en tout cas, certainement consacré de manière définitive le changement de fonction de l'amphithéâtre, désormais peu apte à accueillir des spectacles — la question ne paraissait pas tranchée avant la découverte de cette phase de fortification.

### L'amphithéâtre intégré aucastrum
Dans un contexte d'insécurité grandissante et de repli de la ville vers la Loire et ses quartiers les plus densément urbanisés, Caesarodunum, qui prend progressivement le nom de Civitas Turonorum et accède vers 360 au rang de capitale de la IIIe Lyonnaise, se dote vers la même époque d'une muraille défensive généralement appelée castrum.

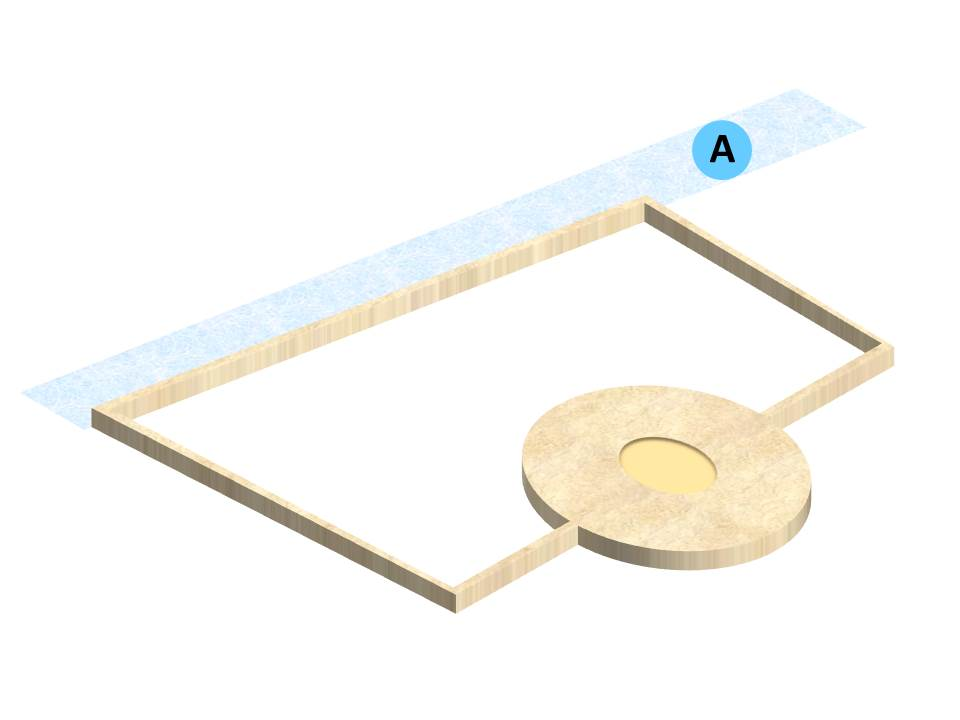
Restitution schématique possible de l’amphithéâtre intégré au castrum.
(A) La Loire.

L'étude des résultats des fouilles réalisées en différents points de l'enceinte du castrum et le réexamen systématique des résultats des précédents travaux prouvent que la construction de l'enceinte s’est bien faite en fonction de la présence de l’amphithéâtre et à partir de son emplacement. De nombreuses observations viennent à l’appui de cette thèse : l’amphithéâtre occupe la partie exactement médiane de la face sud de la muraille ; son grand axe se prolonge dans le castrum par une voie aboutissant à une porte aujourd’hui disparue et donnant accès à un pont sur la Loire construit à la même époque, structurant ainsi tout le nouvel espace urbain à l’intérieur de l’enceinte ; les trois vomitoires ouest, sud et est, qui sont maintenus hors de la zone défendue, restent en service et sont peut-être aménagés en entrée monumentale du castrum comme ce fut le cas à Trèves même si, pour la ville allemande, l’amphithéâtre constitue un bastion concave et que sa cavea était entièrement extérieure au périmètre remparé. À Tours, l'arène et la cavea ont peut-être fait l'objet d'un remblaiement partiel à cette période. La voie aboutissant au vomitoire ouest (assimilée au decumanus maximus de la ville du Haut-Empire, à l’emplacement de la rue de la Scellerie) perdure en dehors du castrum et sert d’alignement à la façade sud de la muraille. Déjà naturellement bien défendu de par sa structure et ses aménagements lors de sa transformation au IIIe siècle, l’amphithéâtre ne fait pas l’objet d’un chemisage lors de la construction du castrum : aucun mur complémentaire de protection n'est plaqué sur sa façade et il n’est pas pourvu, sur son périmètre, d’inutiles tours de défense. Les traces d’arrachement repérées sur sa façade sont plus probablement des vestiges des escaliers extérieurs de l’amphithéâtre agrandi ; il peut aussi s'agir de tours construites au IXe siècle, tout comme certains blocs de grand appareil retrouvés à sa base témoignent sans doute de réparations à la même époque.
D’autres villes de Gaule ont également utilisé leur amphithéâtre comme un élément de défense dans une enceinte du Bas-Empire : l'amphithéâtre de Périgueux, ceux d'Amiens, de Metz, ou de Trèves,, ces édifices se prêtant particulièrement bien à la fortification. Ce qui frappe dans le cas de Tours c’est le positionnement parfaitement symétrique de l’amphithéâtre au cœur du dispositif de la ville nouvelle, ainsi que la géométrie de l’enceinte, perturbée seulement par la Loire au nord qui baignait le pied de la muraille.

### L'amphithéâtre perdu à partir du Moyen Âge

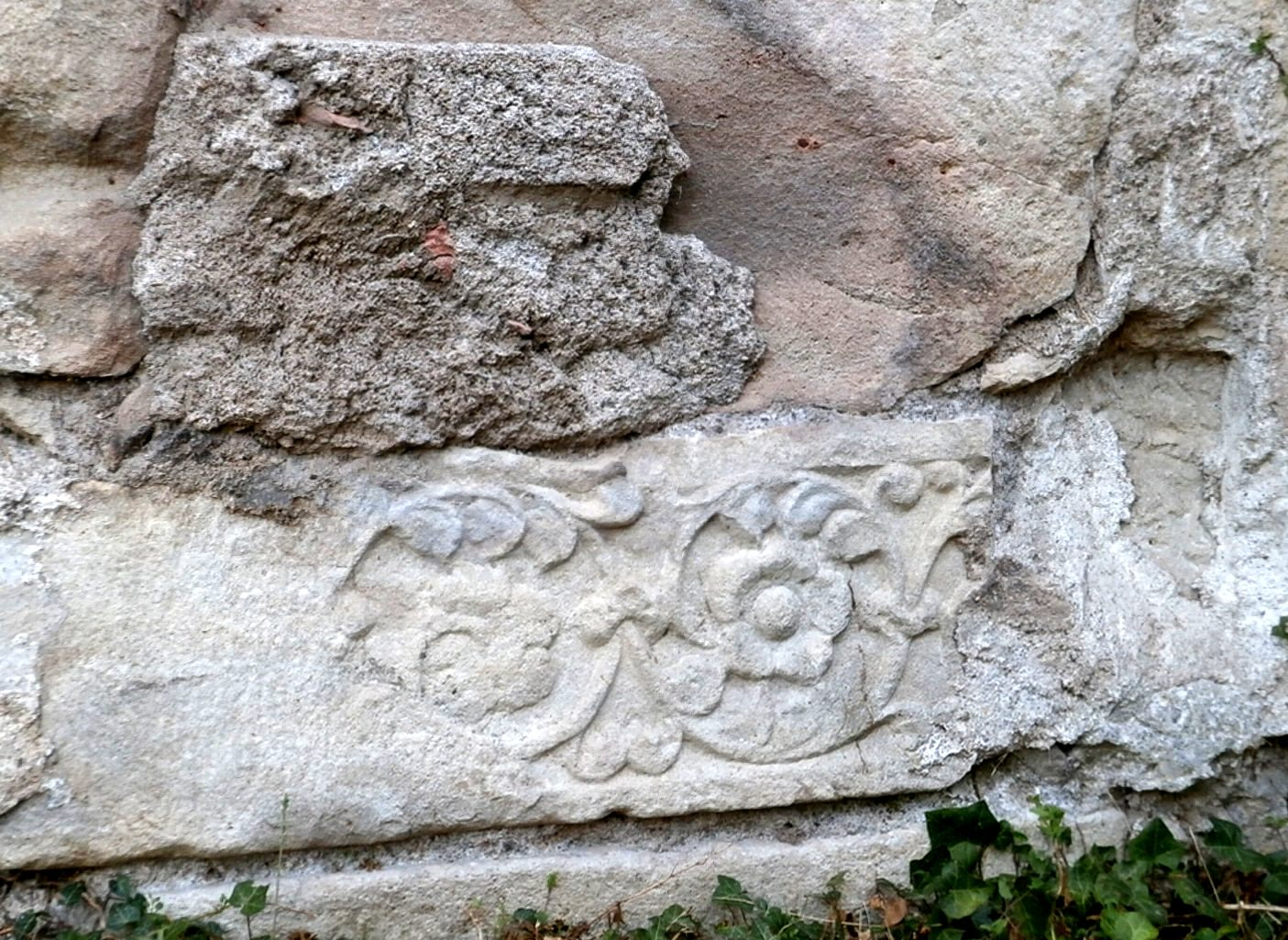
Bloc réutilisé en réparation de la façade de l'amphithéâtre (cour des Archives départementales).

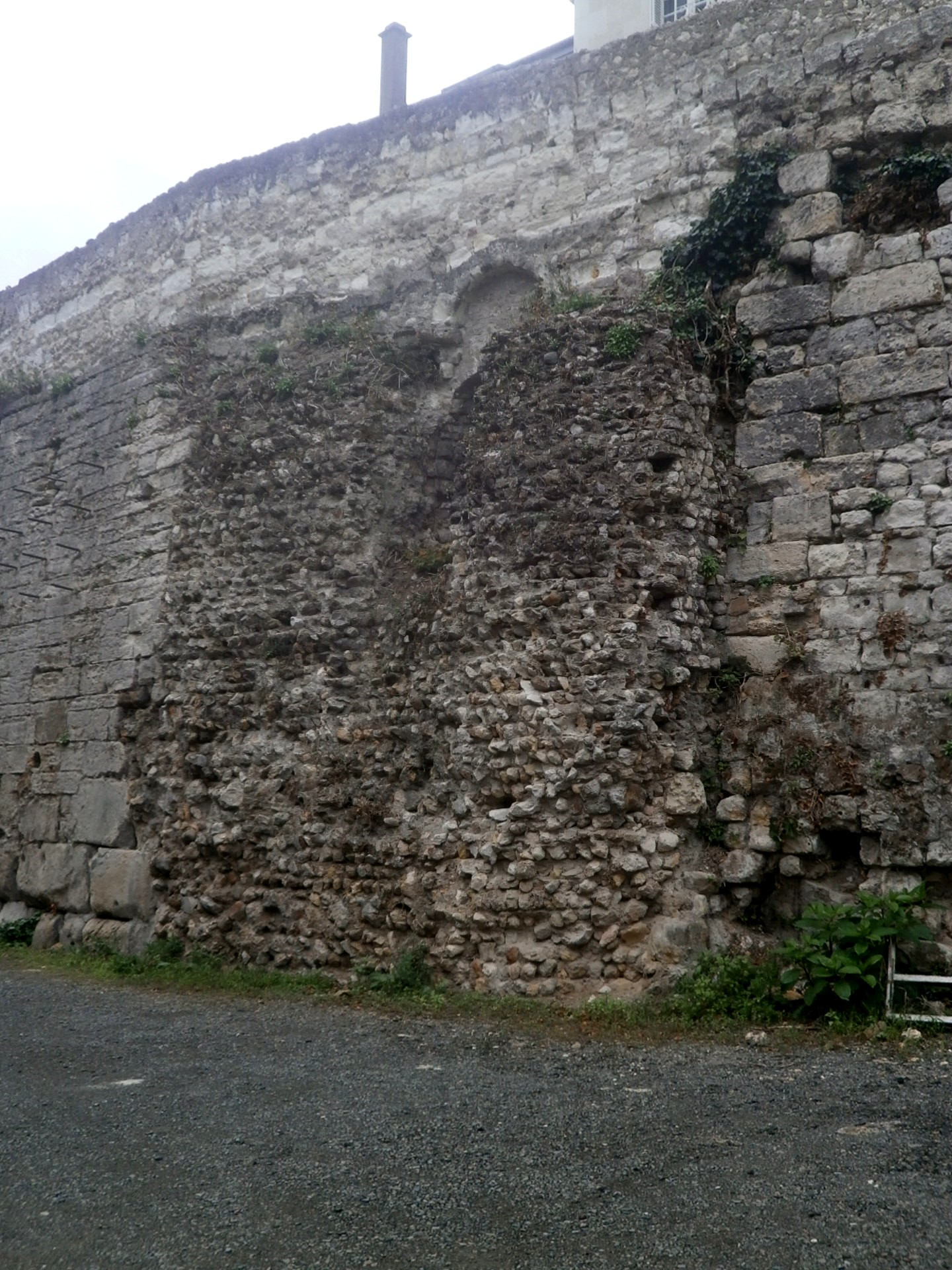
Massif de maçonnerie attribuable à un escalier de façade ou une tour de fortification tardive de l'amphithéâtre.

Au IXe siècle, un pan de la façade de l’amphithéâtre, effondré depuis longtemps, a été réparé avec de gros blocs empruntés à un édifice public, certainement situé dans le castrum, et qui était resté debout depuis le Haut-Empire et des tours sont peut-être construites contre la façade de l'amphithéâtre dans sa demi-ellipse sud ; ces aménagements font probablement suite aux ordres de Charles le Chauve qui, en 869, pour faire face aux raids des Normands, demandait que les murs de plusieurs villes, dont Tours soient réparés. Une charte de Charles le Simple datée de 919 mentionne l’amphithéâtre, à propos d’un échange de terrains au lieu-dit « Arenas » (les Arènes). C’est la dernière mention explicite de la présence du monument dont certaines ruines restaient peut-être toujours visibles dans ce secteur encore peu urbanisé, à moins qu'il ne s'agisse déjà d'une survivance toponymique. Un obituaire de 1301 cite un lieu-dit Les Arennes à Tours, mais il n'est pas formellement établi qu'il s'agisse d'une référence à l'amphithéâtre.
Le développement du quartier canonial au Moyen Âge voit l’utilisation des substructions restantes pour y asseoir les fondations et les caves des maisons qui sont réservées aux chanoines du chapitre épiscopal à partir de 1250 environ, époque de la construction de la nouvelle cathédrale gothique, et jusqu’à la Révolution. À cette occasion, les anciens vomitoires, désormais majoritairement en sous-sol, sont transformés en caves et cloisonnés par des murs, dans leur longueur, dans leur largeur et parfois même dans leur hauteur, aboutissant à plusieurs niveaux de sous-sols. Le lotissement du quartier devient alors manifeste, avec encore toutefois beaucoup d’espaces non bâtis — deux documents du XIIIe siècle mentionnent des vignes et des étables. Malgré la reconversion des vomitoires comme caves, plus aucune référence n’est faite au monument antique, dont toute la superficie est finalement peu à peu emprise dans les habitations. De fait, plus aucun vestige de l'amphithéâtre n'est directement apparent. Après la Révolution, les maisons du quartier ne sont bien sûr plus réservées aux chanoines, mais la topographie ne subit que de très légères modifications jusqu'au XXIe siècle ; si les murs des maisons sont repris à des degrés divers, les fondations, pour l'essentiel, restent en place.

## Des questions encore sans réponse
Des incertitudes demeurent sur l'aspect de l'édifice, sa structure et ses dimensions qui doivent être confirmées, même si les dernières études ont largement fait évoluer les connaissances en la matière. Au-delà de ces préoccupations d'ordre strictement architectural, d'autres questions restent en suspens.
La nature des spectacles qu'accueillait l'amphithéâtre de Caesarodunum n'est toujours pas déterminée. Il est permis de supposer qu'à l'instar des autres amphithéâtres de l'Empire romain et notamment de Gaule, s'y déroulaient des combats de gladiateurs comme à Bourges où une stèle funéraire à la mémoire d'un mirmillon a été découverte, ou des exécutions de condamnés comme à Lyon ou à Trèves ; plus probablement et plus souvent, devaient s'y tenir des spectacles plus modestes. Aucun vestige, aucune inscription lapidaire, aucun texte n'apportent d'éléments de réponse.
Les raisons qui ont présidé à la construction d'un si grand monument dans une ville et une cité de taille somme toute moyenne sont inconnues. Cette question, soulevée lors des études sur l'amphithéâtre dans les années 1970, n'a pas trouvé de réponse satisfaisante ; elle se pose même avec encore plus d’acuité puisque la capacité de l’amphithéâtre a été plus que doublée, alors qu’aucun événement connu ne le justifiait et qu’au contraire, certains indices suggèrent que Caesarodunum a déjà cessé de se développer à cette époque. En effet, dans son état final, l’amphithéâtre de Tours, parmi les plus grands de l'Empire romain (peut-être le quatrième selon les données disponibles fin 2014), atteint des dimensions comparables aux monuments d’Autun, d'Italica (Espagne), de Capoue (Italie) ou de Carthage (Tunisie), des villes dont le poids politique et la taille étaient sans commune mesure avec ceux de Caesarodunum,,,. Ce n’est peut-être pas sans raison que certains auteurs qualifient l’amphithéâtre de Tours de « monstre architectural ». Peut-être faut-il y voir une volonté d'émulation entre les cités gallo-romaines, désireuses de manifester leur puissance en construisant plus grand, plus haut, dans une civitas pour laquelle aucun autre monument de spectacle, théâtre ou amphithéâtre, n'est encore connu,.
Enfin, l'origine du financement d'un tel monument, ainsi bien pour sa construction que pour ses dépenses de fonctionnement ou d'entretien, reste une énigme. Les monuments de spectacle étaient fréquemment offerts aux villes par de riches citoyens qui en avaient financé la construction ; cette pratique de l'évergétisme n'est cependant attestée à Tours par aucune source. En outre, dans une période de croissance économique semble-t-il ralentie pour la ville, comme la fin du IIe siècle, qui a vu s'agrandir l'amphithéâtre, il est difficile de concevoir qui possédait la fortune nécessaire à cette coûteuse opération et qui avait intérêt à la mener.

## Vestiges et études

### Vestiges de l'amphithéâtre

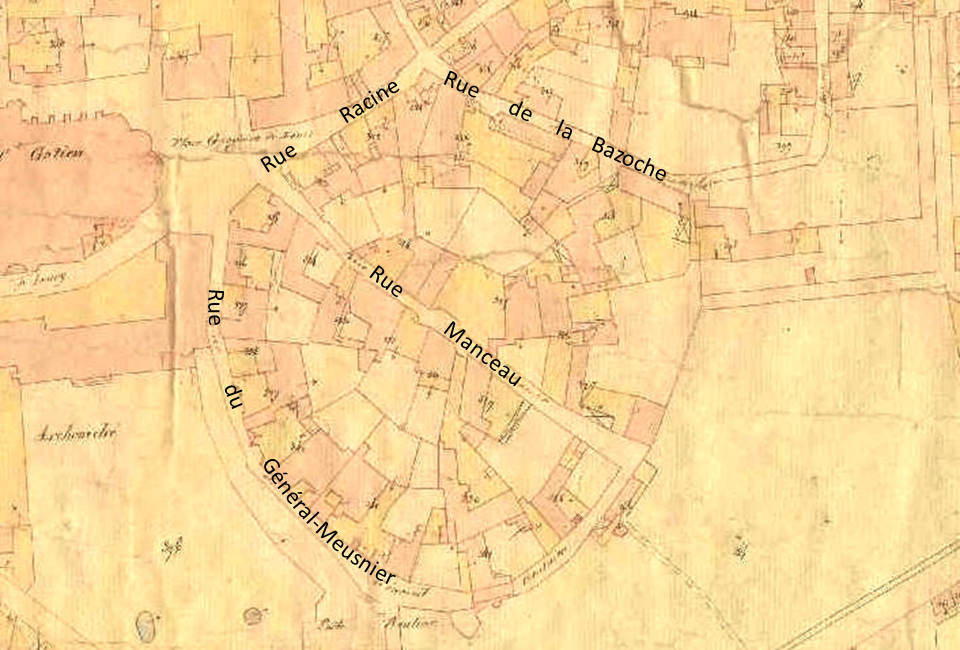
L'empreinte de l'amphithéâtre de Tours sur le cadastre napoléonien de 1836.

Pour avoir une vue d'ensemble de l’amphithéâtre de Tours, il faut survoler la ville ; la rue Manceau (autrefois rue Creuse descend du bord de l'ancienne cavea à partir du sud-est vers l'arène qu'elle traverse et le tracé de la rue du Général-Meusnier (ancienne rue de la Porte-Rouline) suit la courbe de l'amphithéâtre du nord-ouest au sud-est ; la rue Racine et la rue de la Bazoche tangentent le périmètre du monument du nord-ouest au nord-est. L'examen des plans cadastraux, qu'ils soient napoléonien (1836) ou moderne est encore plus suggestif ; les parcelles de lotissement observent une disposition rayonnante qui souligne le tracé de l'amphithéâtre ; en outre, la partie correspondant à la cavea est presque entière bâtie alors que de larges espaces non construits subsistent au niveau de l'ancienne arène.
Pour apprécier la hauteur a minima que pouvait atteindre l'amphithéâtre, il suffit d'observer la déclivité de la rue de la Porte-Rouline percée en 1642 et qui relie, du sud au nord, les terrains situés au pied de l'amphithéâtre à la rue du Général-Meusnier, implantée sur le bord de la cavea, après que cette dernière a été arasée ; la même différence de niveau (5 m environ) est bien visible au fond de la cour se trouvant derrière les cinémas Studios, rue des Ursulines. En réalité, la hauteur de l'amphithéâtre était bien supérieure mais les siècles ont gommé une partie de la dénivellation par arasement progressif du monument et accumulation des décombres à son pied.
Pour examiner de près les vestiges de l'édifice (Figure II), il faut accéder aux propriétés privées du quartier ainsi qu'à leur caves ; derrière le bâtiment des Archives départementales, une cour permet de s'approcher du mur de façade de l'amphithéâtre agrandi. Le caractère massif de l'amphithéâtre, s’il peut expliquer la rareté des vestiges (les parties maçonnées sont beaucoup moins nombreuses que dans un amphithéâtre « classique » à murs rayonnants), a contribué à assurer leur bonne conservation : noyés dans le remblai, ils ont été protégés.
La liste des vestiges de l'amphithéâtre gallo-romain de Tours est donnée dans le tableau I ci-dessous,,. En 2014, aucun de ces vestiges ne fait l'objet d'une protection au titre des monuments historiques, ni par inscription, ni par classement. Les mesures de protection mentionnées en références dans le tableau s'appliquent à l'élévation, aux toitures ou au décor des maisons concernées, mais jamais à leurs fondations assises sur les ruines de l'amphithéâtre. Ces dernières sont toutefois préservées par l'inscription du quartier dans le secteur sauvegardé de la ville.

Figure II : vestiges de l'amphithéâtre.

- Vestiges attestés
- Structures à confirmer
- Tracé restitué

| Adresse ou emplacement                                                                         | Description des vestiges                                                              |
| ---------------------------------------------------------------------------------------------- | ------------------------------------------------------------------------------------- |
| 3, rue de la Bazoche                                                                           | Mur du vomitoire nord (O, A) Tour de soutènement (A)                                  |
| 5, rue de la Bazoche                                                                           | Mur du vomitoire nord (O, A) Tour de soutènement (A)                                  |
| 7, rue de la Bazoche                                                                           | Escalier de façade (O) Mur de fortification (F)                                       |
| 5, rue Racine                                                                                  | Galerie du vomitoire nord (O, A) Tour de soutènement (A)                              |
| Mur mitoyen des 5 et 7, rue Racine                                                             | Mur du vomitoire nord                                                                 |
| 4, rue du Général-Meusnier                                                                     | Mur de façade (O) Tour de soutènement du vomitoire ouest (A) Mur de fortification (F) |
| 6, rue du Général-Meusnier                                                                     | Galerie du vomitoire ouest (O, A)                                                     |
| 8, rue du Général-Meusnier                                                                     | Galerie du vomitoire ouest (O, A)                                                     |
| 10, rue du Général-Meusnier                                                                    | Escalier du vomitoire sud-ouest (O)                                                   |
| 12, rue du Général-Meusnier                                                                    | Vomitoire sud-ouest (O) Escalier du vomitoire sud-ouest (O) Mur de fortification (F)  |
| Chevet de la chapelle des Lazaristes rue du Général-Meusnier                                   | Mur de façade (O)                                                                     |
| 14, rue du Général-Meusnier                                                                    | Galerie du vomitoire sud (O, A)                                                       |
| 1, rue Manceau                                                                                 | Mur du vomitoire nord-ouest (O)                                                       |
| 3, rue Manceau                                                                                 | Mur de l'arène (O)                                                                    |
| 4, rue Manceau                                                                                 | Galerie du vomitoire nord (O, A)                                                      |
| 4bis, rue Manceau                                                                              | Galerie du vomitoire est (O, A) Mur de fortification (F)                              |
| 5, rue Manceau                                                                                 | Mur de l'arène (O)                                                                    |
| 6, rue Manceau                                                                                 | Galerie du vomitoire est (A) Mur de fortification (F)                                 |
| 8, rue Manceau                                                                                 | Façade de l'amphithéâtre (A)                                                          |
| 11, rue Manceau                                                                                | Galerie du vomitoire sud-est (O) Façade de l'amphithéâtre (O)                         |
| 13, rue Manceau                                                                                | Façade de l'amphithéâtre (O) Mur de fortification (F)                                 |
| Cour des Archives départementales, rue des Ursulines                                           | Blocs de réparation de la façade de l'amphithéâtre agrandi                            |
| Abréviations (O) amphithéâtre d'origine ; (A) amphithéâtre agrandi ; (F) amphithéâtre fortifié |                                                                                       |

L'amphithéâtre de Tours dans les rues et le bâti de la ville.
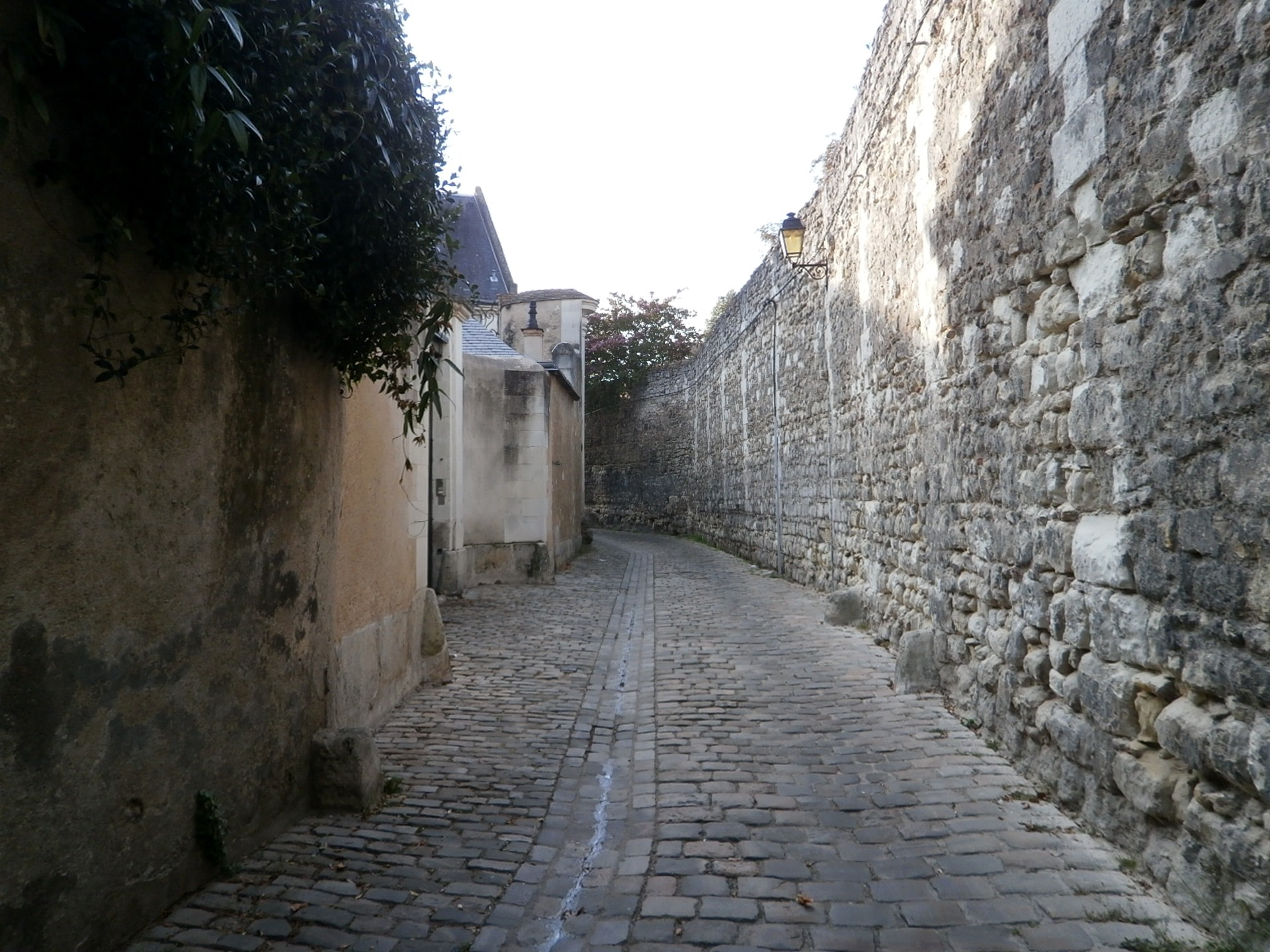
La rue du Général-Meusnier vue du nord-ouest.
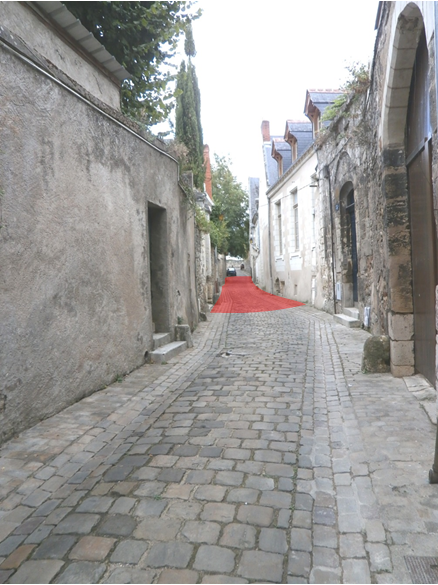
La rue Manceau vue du nord-ouest. En rouge, l'arène.
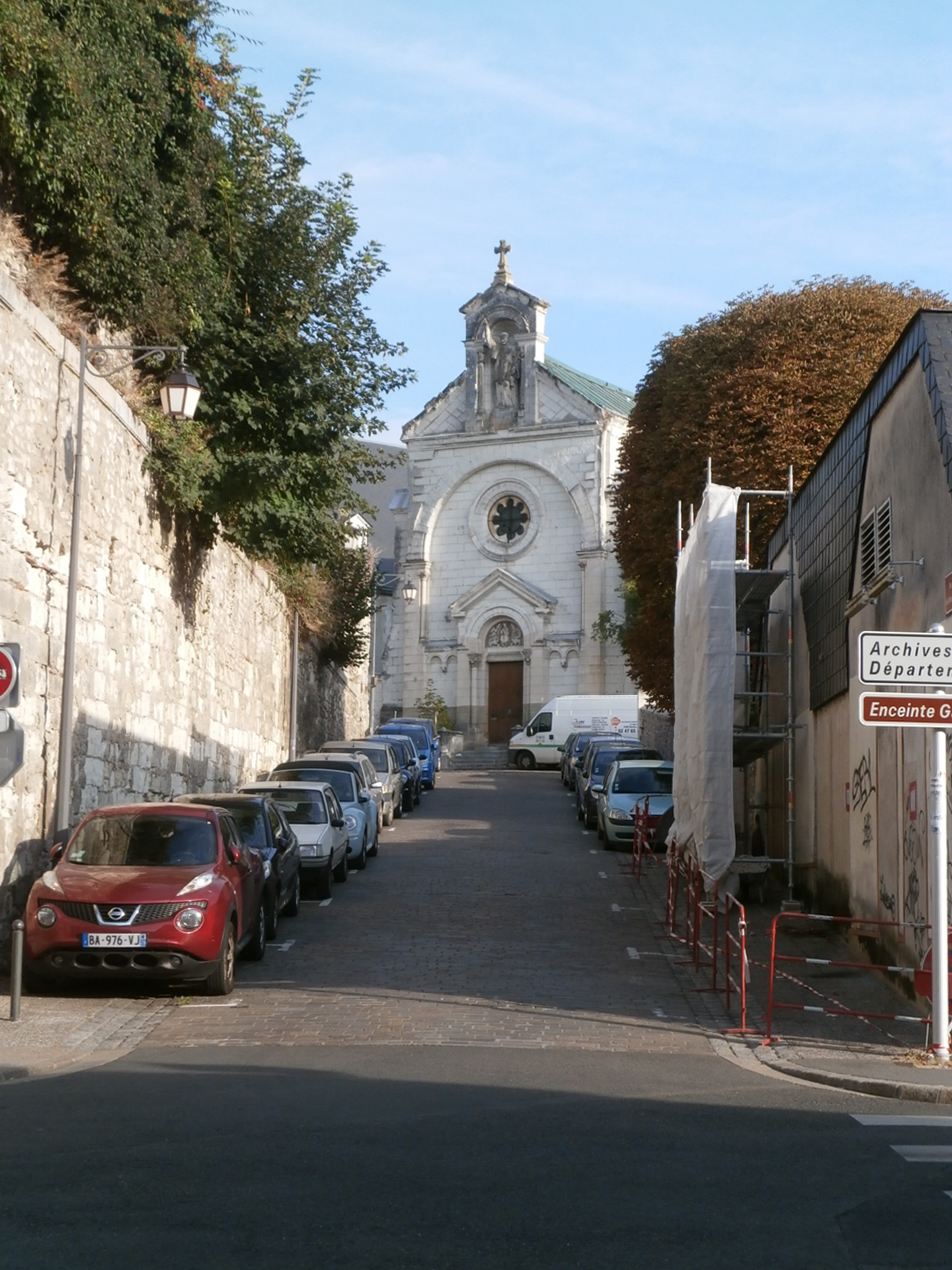
La rue de la Porte-Rouline vue du sud.
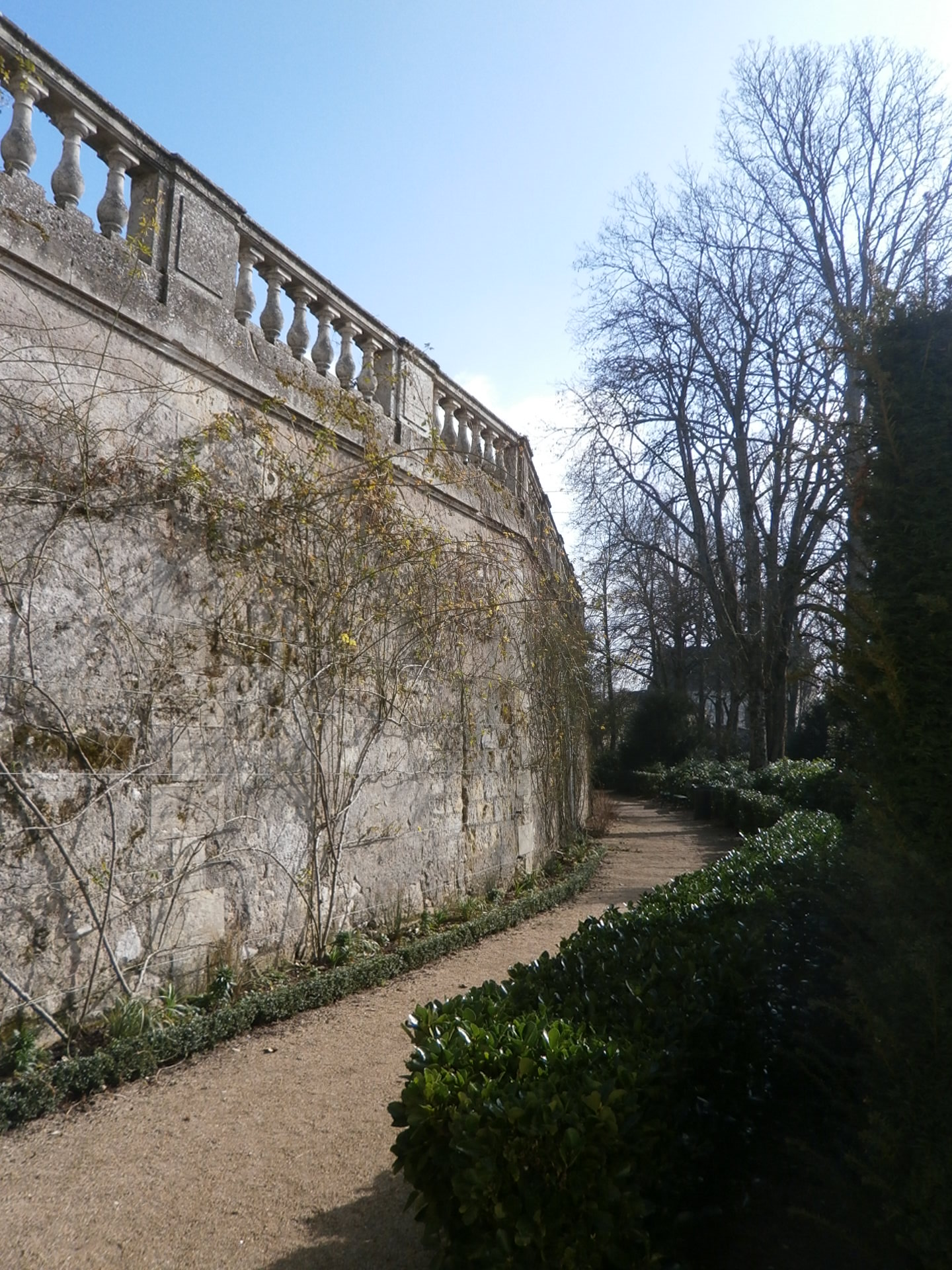
La terrasse de l'archevêché.
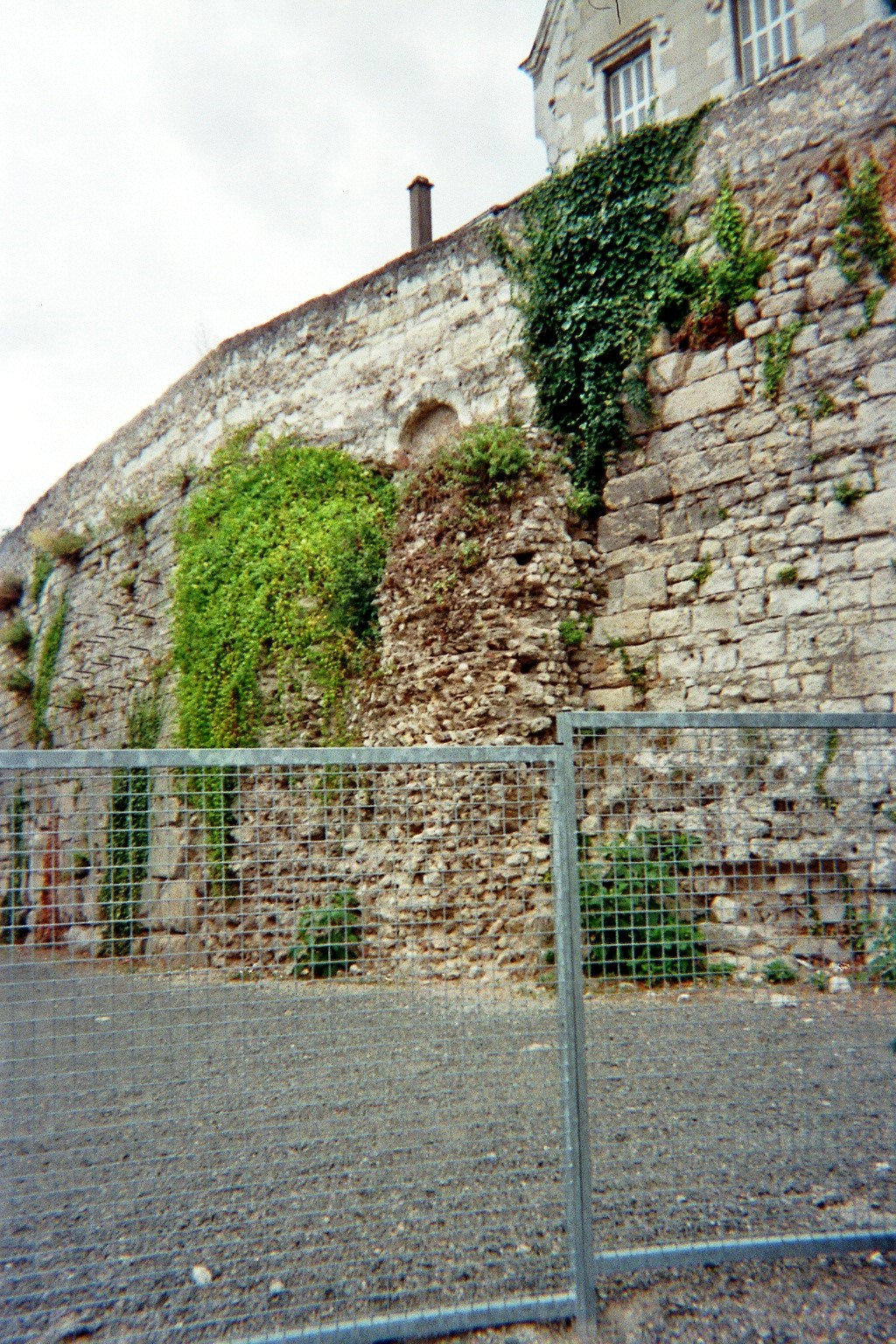
La cour des cinémas Studios.

### Chronologie des études sur l'amphithéâtre

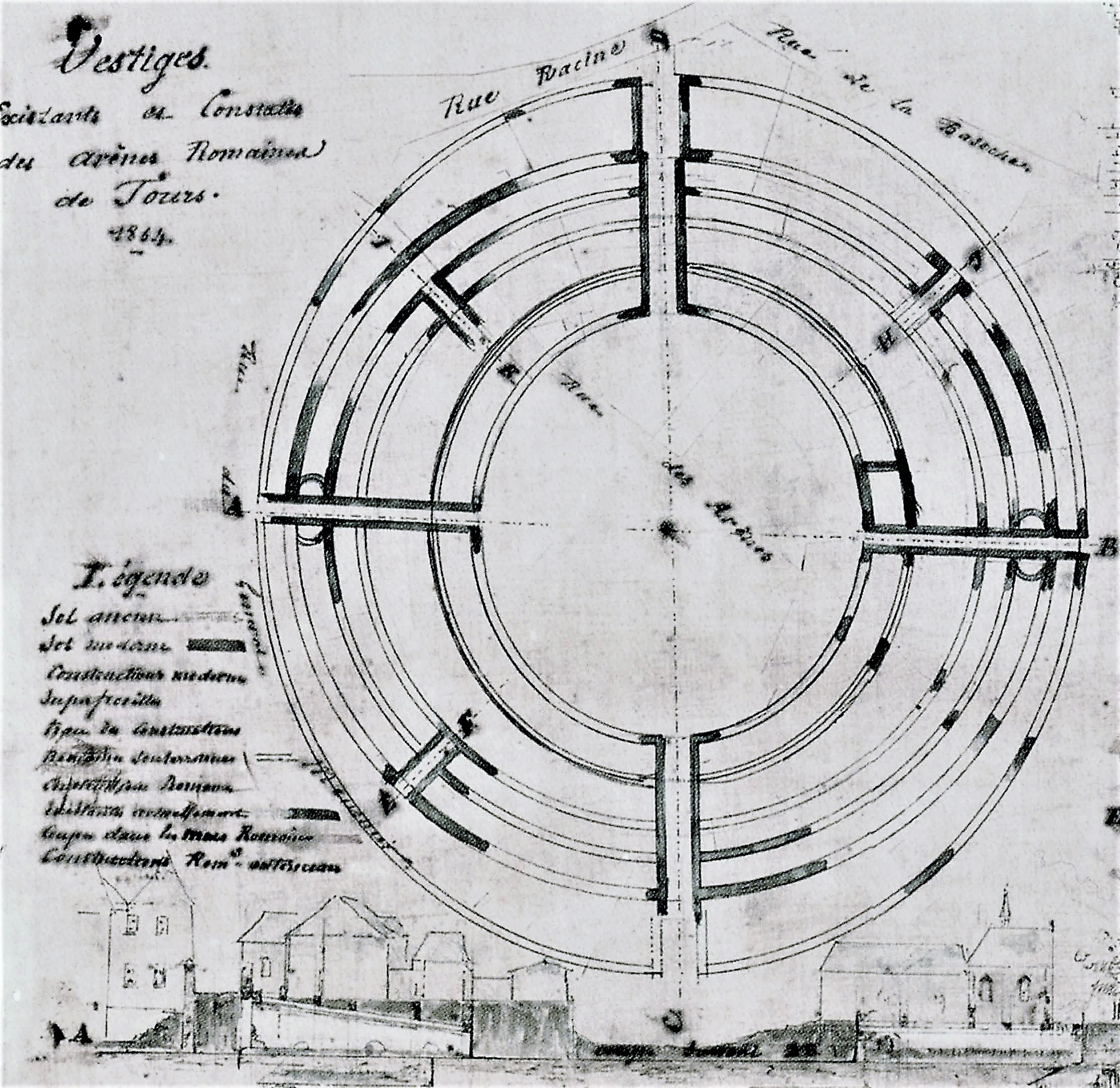
Plan de l'amphithéâtre.
(Comte de Galembert, 1853)

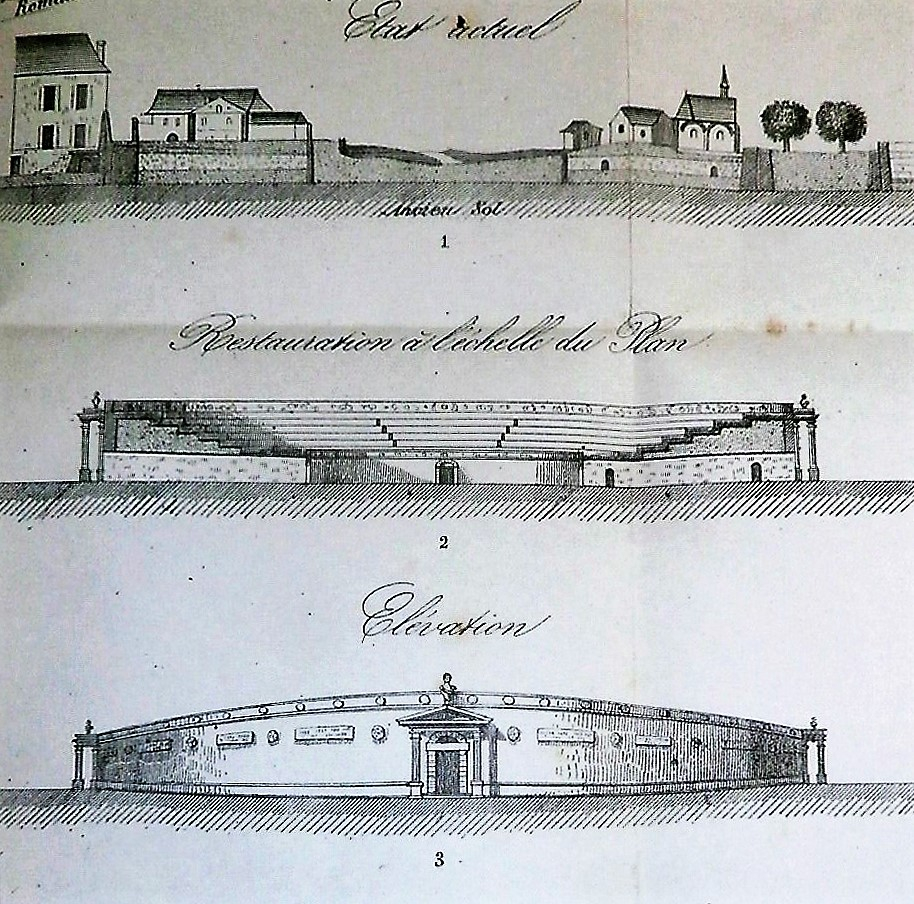
Restitutions de l'amphithéâtre.
(Comte de Galembert, 1853)

Au XVIIIe siècle, l'amphithéâtre antique avait entièrement disparu de la mémoire tourangelle ; l'acteur et archéologue Pierre Beaumesnil publia en 1784 le recueil Antiquités et Monuments de la Touraine, 1784 ; dans ce document, il s'étonnait de l'absence d'arènes à Tours et de traditions en faisant mention : il était alors seul de son avis. Il fondait en partie son raisonnement sur des plans sur bois en sa possession, en provenance d'une abbaye non localisée de Touraine et disparue au XIe siècle ; l'imprécision des écrits de Beaumesnil à leur sujet rend leur interprétation sujette à caution. En 1828, Jean-Louis Chalmel, dans son Histoire de Touraine, mentionna l'amphithéâtre sans préciser son emplacement. Sur un plan du castrum dressé vers 1829 par Noël Champoiseau, la muraille sud était parfaitement rectiligne, ce que l'auteur confirme dans le texte accompagnant le plan « [La muraille] partait de la tour qui subsiste encore dans la cour de l'Archevêché ; elle gagnait en ligne droite celle du Cupidon... ».
La Société archéologique de Touraine (SAT), fondée en 1840 dans un contexte national de grand intérêt pour l'archéologie, joua un rôle capital dans l’histoire de la redécouverte de l'amphithéâtre. Sous la présidence de l'abbé Jean-Jacques Bourassé, elle créa en 1853 une commission chargée d'inventorier les antiquités gallo-romaines de Tours. La présence de chanoines au sein de cette commission facilita grandement l'accès aux propriétés et aux demeures dont certaines étaient encore habitées par des religieux. Lors de fouilles dans les salles voûtées des caves des maisons appartenant au quartier de la cathédrale, les membres de la commission dirigée par le général de Courtigis s'aperçurent qu’ils n'étaient pas en train d’explorer les vestiges de thermes monumentaux, comme ils le croyaient ainsi que de nombreux historiens, — un des bâtiments concernés est pourtant toujours appelé « Justice des bains » — mais ceux d’un amphithéâtre. Dans son rapport daté de 1853, le général de Courtigis fit part de son étonnement sur le fait que personne n'ait remarqué puis convenablement interprété ces vestiges :
« J’ai peine à m’expliquer comment il se fait qu’un pareil monument ait pu, par défaut de tradition, rester pendant si longtemps ignoré ou même mis en doute ; car il suffisait de considérer avec une certaine attention les directions rayonnantes des principales constructions de ce quartier, pour rester convaincu que cette disposition anormale n’a pu être déterminée que par un état tout particulier du sous-sol, état qui ne doit se rapporter qu’aux ruines d’un amphithéâtre. »
 La commission d'étude conclut « [selon] l'opinion unanime, qui s'est formée graduellement dans l'esprit de chacun de ses membres [...] », que les vestiges découverts et décrits étaient bien ceux d'un amphithéâtre.
Au tournant du XXe siècle, la passion pour l'archéologie était encore manifeste mais la Première Guerre mondiale interrompit toutes les études ; le manque de chercheurs et un certain désintérêt dans l'entre-deux-guerres ne contribuèrent pas à la reprise des travaux archéologiques. En 1938, toutefois, Henry Auvray, membre de la SAT et passionné d'histoire antique, reprit les travaux du général de Courtigis et publia une synthèse de toutes ses observations en 1939 sous le titre La Touraine gallo-romaine. La Seconde Guerre mondiale l'empêcha d'aller plus loin. Henry Auvray mourut en 1947.

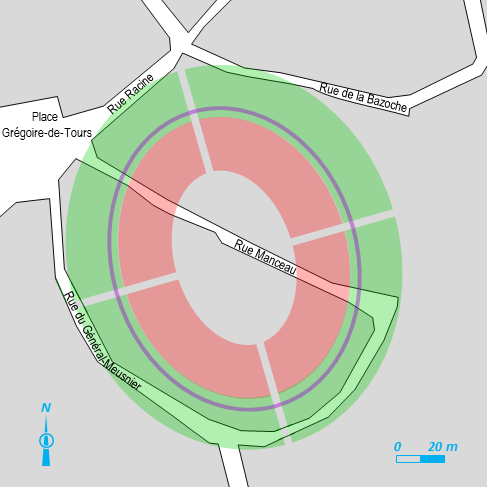
Restitution schématisée des amphithéâtres de Tours dans un plan moderne,.
amphithéâtre d'origine (Ier siècle)
amphithéâtre agrandi (IIe siècle
- mur de fortification (IIIe siècle)

En 1960, avec l'appui du groupe de scouts de France qu'il dirigeait, l'abbé Jean-Paul Sazerat reprit les observations des vestiges de l'amphithéâtre ; en 1971, la tâche fut poursuivie par le club archéologique du lycée Paul-Louis-Courier sous la direction de Jacques Dubois ; un géomètre fut mandaté pour effectuer les relevés et dresser les plans. Sous la double signature de Jacques Dubois et Jean-Paul Sazerat, la synthèse de toutes ces études fit l'objet de plusieurs publications en 1974 et 1977 dans les bulletins et les mémoires de la SAT.
En 1978, un projet (non concrétisé) d'agrandissement du bâtiment des archives départementales offrit l'occasion d'engager des fouilles au pied de la muraille du castrum, dans la partie curviligne sud-est de l'amphithéâtre. Cette étude permit d'avancer dans la connaissance de l'histoire de l'amphithéâtre lors de sa fortification individuelle au IIIe siècle, mais aussi dans ses réparations tardives du Haut Moyen Âge.
En 1980, l'archéologue Jason Wood entreprit une étude exhaustive du castrum. Publiée en 1983, l'étude confirma le rôle de l'amphithéâtre dans la fortification du IVe siècle.

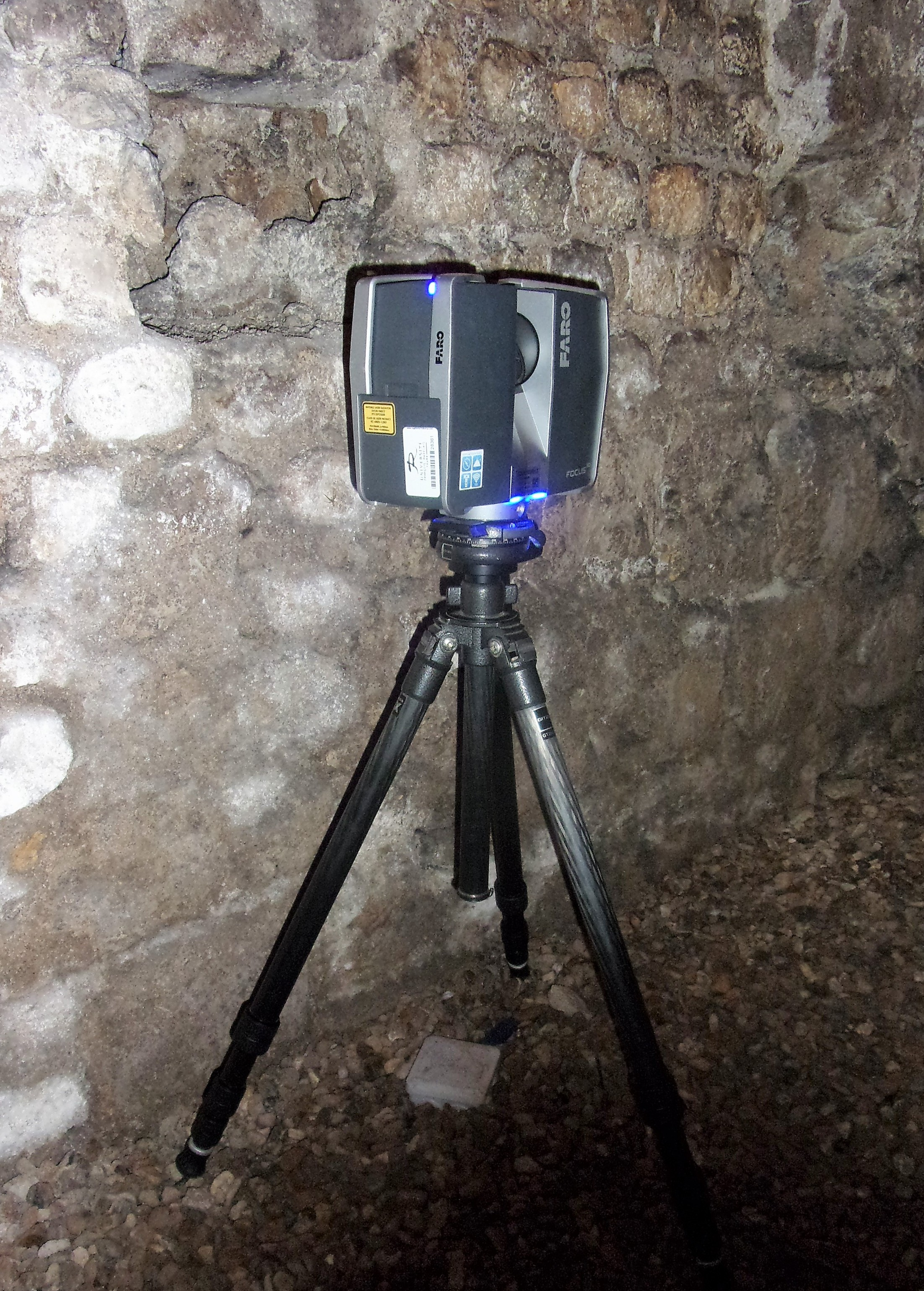
Scanner 3D en action dans un vomitoire.

La mise au jour fortuite de nouveaux vestiges dans les caves, en 2000 et 2001, ainsi que la découverte, dans les archives de la SAT, de plans et notes réalisés par de Courtigis furent l'occasion de réexaminer toutes les données archéologiques et bibliographiques concernant l'amphithéâtre de Tours, mais aussi de réaliser une nouvelle campagne de relevés exhaustifs des vestiges, accompagnée de leur géolocalisation systématique et de relevés avec un scanner tridimensionnel. Ce travail de grande ampleur, qui n'est pas terminé en 2017, aboutira à la constitution de plans d'une extrême précision (échelles 1/1000 mais surtout 1/20). Il a déjà permis de proposer une nouvelle vision du monument et de son histoire, objet de plusieurs chapitres d'une publication consacrée à Tours antique et médiéval,.
En 2008, Bastien Lefebvre, dans sa thèse de doctorat en archéologie, publiée et reprise dans des ouvrages de synthèse, étudia l'évolution du quartier canonial de Tours, dont une partie est construite sur les ruines de l'amphithéâtre, au cours des siècles. Même si l'amphithéâtre n'était pas l'objet central de ses travaux, il décrivit la façon dont celui-ci fut progressivement intégré dans les fondations et les caves des habitations et comment sa présence façonna la topographie du quartier.
Le numéro 37/2 de la Carte archéologique de la Gaule, spécifiquement consacré à Tours et publié en 2024, fait le point sur l'état des connaissances relatives à l'amphithéâtre à cette date.